# Лауреаты Государственной премии СССР за выдающиеся достижения в труде
В данном списке приводятся лауреаты Государственной премии СССР, выданной за выдающиеся достижения в труде. Государственная премия СССР — это ежегодная государственная премия, учреждённая ЦК КПСС и Советом Министров СССР в 1966 году. Премия вручалась с 1967 по 1991 год в годовщину Октябрьской революции за выдающиеся творческие достижения в области науки и техники, литературы и искусства.

## 1975
1. Артёменко, Виктор Семёнович, Барсуков, Егор Иванович, Злобин, Николай Анатольевич, Семенко, Пётр Павлович, Зорин, Григорий Савельевич, Копелев, Владимир Ефимович, Лосев, Михаил Николаевич, Мочальников, Николай Иванович, Сериков, Владислав Пахомович, Терешко, Михаил Степанович, Шевцов, Иван Семёнович, — за внедрение эффективных форм хозяйствования
2. Богатов, Анатолий Михайлович, Игин, Николай Васильевич, Пономарёв, Владимир Михайлович, Титков, Сергей Николаевич, Евстифеев, Василий Фомич, Терещенко, Михаил Афанасьевич, Чернушкин, Геннадий Васильевич, Ромазан, Иван Харитонович, Бойцов, Юрий Иванович, Морозов, Владимир Иванович, Морозов, Николай Иванович, Ригачина, Надежда Владимировна, — за ускорение освоения проектных мощностей в металлургии и целлюлозно-бумажной промышленности
3. Булова, Валентина Павловна, Плетнёва, Валентина Николаевна, Чистякова, Тамара Дмитриевна, Парфёнова, Любовь Ивановна, Амосова, Елена Георгиевна, Бобкова, Валентина Ивановна, Коломиец, Вера Васильевна, Сапожников, Владимир Евгеньевич, Будаев, Виктор Дмитриевич, Данилов, Александр Егорович, Пастушков, Иван Васильевич, Белый, Иван Михайлович, — за увеличение зон обслуживания, совмещения профессий и инициативу в развёртывании движения наставничества
4. Веренич, Иван Михайлович, Величутин, Владимир Иринеевич, Данилюк, Марк Николаевич, Марьясов, Гавриил Николаевич, Пахалкин, Александр Андреевич, Худяев, Анатолий Евлампиевич, Воробьёв, Владимир Васильевич, Гусев, Иван Борисович, Шильников, Анатолий Мефодьевич, Демко, Максим Константинович, Пешков, Михаил Тимофеевич, Топорков, Степан Андреевич, — за развитие энергетики, инициативу в развёртывании соцсоревнования между коллективами смежных предприятий и организаций, направленную на сокращение сроков освоения новых мощностей
5. Кадин, Фёдор Иванович, Рыбакова, Галина Илларионовна, Сысоев, Виктор Аверьянович, Журавский, Пётр Аверьянович, Гончаров, Анатолий Васильевич, Астапчик, Анатолий Иванович, Саитмуратов, Абдусамат, Лашхия, Климентий Ражденович, Имралиев, Сардар Мамед оглы, Хакимов, Зиявитдин, Григорян, Абраам Овасапович, Елдашев, Дурбай, — за выдающиеся достижения в труде, освоение и внедрение комплексной механизации при возделывании технических, овощных, плодовых культур, картофеля и получение высоких устойчивых урожаев
6. Клепиков, Михаил Иванович, Стенковой, Владимир Яковлевич, Чердинцев, Василий Макарович, Бочкарёв, Николай Васильевич, Шевченко, Сергей Васильевич, Овсянников, Константин Петрович, Тхакахов, Музабир Милович, Варун, Александр Сергеевич, Гиталов, Александр Васильевич, Мисюк, Ян Феликсович, Александравичюс, Пятрас Юргио, Фатеев, Михаил Трофимович, — за выдающиеся достижения в получении высоких и устойчивых урожаев зерновых культур на основе постоянного повышения плодородия земель, эффективного использования достижений науки, техники и новых форм организации труда
7. Попов, Алексей Тихонович, Иконников, Виктор Тимофеевич, Качесов, Михаил Васильевич, Денисенко, Виктор Яковлевич, Коломиец, Виктор Никитович, Баймухаметов, Сергазы Кабиевич, Айтбаев, Кенес Рамазанович, Ишхнели, Отари Георгиевич, Петров, Михаил Ильич, Верещагин, Василий Фёдорович, Клименко, Владимир Григорьевич, Ювженко, Лев Григорьевич, — за наиболее эффективное использование новой горной техники
8. Попов, Павел Васильевич, Куканов, Анатолий Кириллович, Тахавиев, Фарид Тахавиевич, Ружилов, Анатолий Никифорович, Кожемяко, Михаил Николаевич, Ковалёва, Ольга Августовна, Батраханов, Мобаряхша Мухамедович, Жуков, Александр Александрович, Дубовенко, Виктор Иванович, Чекушина, Нина Григорьевна, Мищенко, Николай Алексеевич, Проскурин, Егор Павлович, — за выдающиеся достижения в соцсоревновании на основе комплексного совершенствования трудовых процессов, внедрения передовой организации труда
9. Руденко, Василий Стефанович, Стогова, Софья Николаевна, Гогин, Михаил Иванович, Громова, Мария Сергеевна, Дерябина, Юлия Ивановна, Козина, Валентина Викентьевна, Криворучко, Надежда Михайловна, Денисов, Виктор Николаевич, Косанбаев, Ахмет, Мировский, Николай Тимофеевич, Тынаев, Мамбет, Пейпс, Лейда Аугустовна, — за значительное увеличение валового производства высококачественной продукции животноводства на основе применения прогрессивной технологии
10. Федюнин, Евгений Петрович, Донцов, Валерий Николаевич, Харитонов, Николай Николаевич, Якушин, Василий Никитович, Комонов, Вячеслав Васильевич, Сахаров, Виктор Николаевич, Чмиль, Иван Андреевич, Селезнёв, Сергей Сергеевич, Ермолаев, Евгений Иванович, Мартынов, Николай Стефанович, Бондаренко, Леонид Исаакович, — за повышение эффективности перевозок на ж/д, морском, речном и автомобильном транспорте на основе совершенствования технологии и методов труда

## 1976
1. Натёкин, Владимир Никитович, Копьёв, Евгений Пантелеймонович, Шведов, Михаил Кузьмич, Колчин, Владимир Викторович, Терехов, Виктор Никитович, Смирнов Валерий Алексеевич, Федотов, Виктор Александрович, Шалайкин, Юрий Владимирович, Мощенков, Владимир Николаевич, Егорова, Анастасия Михайловна, Харченко, Геннадий Михайлович, Сизых, Иван Егорович — за инициативу в развитии соцсоревнования за наиболее эффективное освоение производственных мощностей
2. Подвигин, Вениамин Родионович, Посмитный, Борис Романович, Наседкин, Пётр Петрович, Титов Владимир Фёдорович, Косоротов, Владимир Васильевич, Волков, Иван Петрович, Панченко Александр Николаевич, Стрельченко, Иван Иванович, Уваров, Анатолий Ефимович, Пенюшин, Иван Александрович, Жумажанов, Нажмиден Уакпаевич, Ницак, Антон Евменович — за повышение эффективности использования металлургического, горно-шахтного и бурового оборудований
3. Вечёркин, Николай Ильич, Филимонов, Юрий Анатольевич, Манаков, Валентин Семёнович, Поваляев, Михаил Васильевич, Стофорандов, Евстафий Спиридонович, Кудря, Пётр Дмитриевич, Абдуллин, Анас Габдрауфович, Шафоростов, Николай Иванович, Пешков, Владимир Романович, Ашурков, Александр Владимирович, Нургалиев, Равис Фаузеевич, Деев, Михаил Александрович — за инициативу в изыскании и использовании резервов повышения эффективности производства
4. Поклонский, Леонид Алексеевич, Власюк, Анатолий Алексеевич, Купцов, Виктор Михайлович, Абрамов Виктор Васильевич, Гутов, Пётр Васильевич, Акулов, Егор Никитьевич, Елютин, Анатолий Владимирович, Зверев, Владислав Иванович, Кириллов, Владимир Васильевич, Петрышова, Антонина Михайловна, Семашко, Вячеслав Степанович, Янкин, Виктор Григорьевич — за использование новой техники, модернизации оборудования и внедрения в промышленности метода бригадного подряда
5. Дашко, Иван Григорьевич, Васильев Василий Васильевич, Жук, Николай Фомич, Ильковский, Эдуард Вячеславович, Кожевников, Виктор Петрович, Долженко, Александр Никитович, Веневцев, Виталий Максимович, Жиловский, Виктор Дмитриевич, Римниставели, Гиви Ильич, Иванникова, Мария Сергеевна, Соколенко, Тамара Михайловна, Лебедев, Евгений Иванович — за разработку и выполнение встречных планов, осуществление мероприятий по повышению производительности труда на каждом рабочем месте, обеспечение режима экономии, развитие движения наставничества
6. Антонов, Владимир Иванович, Кецарис, Александр Карлович, Иванов Владимир Ильич, Куров, Николай Дмитриевич, Борисова, Тамара Никитична, Шумков, Владимир Михайлович, Шабалин, Михаил Иванович, Смирнова, Алевтина Валентиновна, Дворянинова, Клавдия Платоновна, Щаников, Владимир Александрович, Степанян, Мигран Оганесович, Кондратьева, Любовь Кондратьевна — за совершенствование трудовых процессов, расширения зон обслуживания, совмещения профессий, внедрения передовых методов труда
7. Авилов, Анатолий Васильевич, Вилков, Валентин Николаевич, Ганчев, Иван Дмитриевич, Десятов, Викторий Васильевич, Илларионова, Анна Ивановна, Орлов, Василий Андреевич, Петров, Михаил Павлович, Фокин, Виктор Зотович, Фещенко, Владимир Николаевич, Хайдаров, Меликузи, Силантьев, Павел Михайлович, Буянов, Михаил Иванович — за совершенствование планирования работы бригад, внедрение блочно-комплектного метода строительства
8. Черепова, Анна Васильевна, Недобитков, Иван Архипович, Остапенко, Фёдор Куприянович, Гражданкин, Иван Дмитриевич, Ростецкий, Евгений Константинович, Питра, Юрий Юрьевич, Пилецкий, Антон Антонович, Доненбаева, Камшат Байгазиновна, Первицкий, Владимир Яковлевич, Хайнов, Владимир Демидович, Чистяков, Анатолий Васильевич, Кацуба, Иван Семёнович — за выдающиеся достижения в получении высоких и устойчивых урожаев зерновых, масличных и картофеля на основе повышения культуры земледелия, эффективного использования достижений науки, техники и прогрессивных форм организации труда
9. Федченко, Иван Алексеевич, Остапенко, Инна Харитоновна, Василенко, Владимир Андреевич, Парубок, Емельян Никонович, Короткевич, Григорий Борисович, Аллабергенов, Искандер, Асланова, Замина Сардар кызы, Барадин, Пантелей Дмитриевич, Салиев, Сафар, Мовсисян, Жора Егорович, Худайназаров, Таган — за выдающиеся достижения в получении высоких и устойчивых урожаев технических, овощных и плодовых культур на основе комплексной механизации их возделывания
10. Погодина, Клавдия Николаевна, Лазикова, Александра Нефёдовна, Соколова, Ольга Константиновна, Баймуканов, Андрей Камашевич, Сергеева, Валентина Егоровна, Погодаев, Пётр Егорович, Федаш, Николай Фёдорович, Чудная, Анастасия Ивановна, Витоле, Гунта Карловна, Осмонкулов, Искендер, Симашов, Григорий Николаевич, Кузнецов, Михаил Иванович — за значительное увеличение производства высококачественной продукции животноводства и внедрение прогрессивной технологии её переработки

## 1977
1. Алпаткин, Михаил Савельевич, Свиридонов, Алексей Иванович, Федуро, Олег Николаевич, Грива, Владимир Иванович, Асташин, Евгений Петрович, Ахтямов, Исмагил Хамитович, Белый, Павел Григорьевич, Дерепа, Николай Фёдорович, Журавлёв, Владимир Антонович, Качалов, Александр Михайлович, Коротеньков, Анатолий Романович, Папуша, Иван Петрович — за существенное повышение металлургического производства на основе досрочного освоения производственных мощностей, внедрения новой техники и передовой технологии и инициативу в развитии соревнования за изыскание и более полное использование резервов на каждом рабочем месте
2. Метёлкин, Николай Васильевич, Амосов, Иван Григорьевич, Кузнецов, Николай Петрович, Росляков, Пётр Николаевич, Смоляков, Владимир Ильич, Иванов, Павел Васильевич, Дубчак, Александр Алексеевич, Шамов, Александр Иванович, Грачёв, Вячеслав Михайлович, Тарасенко, Андрей Васильевич, Фоминых, Юрий Иванович, Куракин, Анатолий Геннадьевич — за существенное повышение эффективности производства в энергетике и электротехнической промышленности и инициативу в развитии соцсоревнования за повышение качества работы и взаимопомощь в труде
3. Курылёв, Анатолий Иванович, Литвинов, Анатолий Иванович, Зиновьев, Юрий Иванович, Хвостов, Владимир Иванович, Яковлев, Иван Михайлович, Ледовских, Василий Николаевич, Рябоконь, Иван Алексеевич, Мальцев, Иннокентий Иванович, Коломиец, Вячеслав Владимирович, Князев, Григорий Николаевич, Шмелёв, Николай Степанович, Марюшкин, Владимир Дмитриевич — за выдающиеся достижения в труде на основе личных и бригадных встречных планов по ускоренному росту производительности труда, модернизации оборудования, повышения эффективности использования техники и других резервов производства
4. Аверьянов, Карп Васильевич, Николаев, Александр Екинович, Купричев, Юрий Егорович, Киселёв, Евгений Иванович, Бабич, Виктор Петрович, Жанайдаров, Алтайбек, Романюта, Александр Кузьмич, Лексин, Николай Сергеевич, Сарапулов, Сергей Петрович, Французенко, Василий Васильевич, Аврамец, Михаил Дмитриевич, Поляков, Алексей Андреевич — за творческую активность и инициативу по наращиванию топливно-энергетических ресурсов и существенному повышению эффективности производства на основе интенсификации производственных процессов и наиболее полного использования горной и буровой техники
5. Вахнина, Лидия Алексеевна, Безрукова, Анна Ивановна, Фефёлов, Николай Афанасьевич, Терещенко, Николай Петрович, Алексеев, Анатолий Анатольевич, Дедов, Николай Степанович, Худяков, Геннадий Александрович, Костылева, Зинаида Егоровна, Янцо, Василий Михайлович, Болотов, Николай Иванович, Семёнов, Георгий Николаевич — за существенный рост производительности труда на основе совершенствования технологии производства и организации труда, модернизации оборудования и более эффективного использования техники
6. Валов, Пётр Григорьевич, Молодченко, Николай Романович, Колков, Василий Иванович, Макаров, Владимир Александрович, Иващенко, Раиса Ивановна, Осипова, Раиса Якимовна, Нигматуллина, Фавзия Гинятовна, Барышева, Антонина Фёдоровна, Александров, Иван Дорофеевич, Батищева, Раиса Николаевна, Пузанов, Адольф Васильевич, Калмыков, Иван Степанович — за выдающиеся достижения в труде на основе комплексного совершенствования трудовых процессов, совмещения профессий, внедрения передовых методов и форм организации труда
7. Белова, Александра Андреевна, Агеева, Нина Михайловна, Житник, Екатерина Григорьевна, Агафонов, Юрий Владимирович, Васильев, Николай Сергеевич, Гриднева, Вера Степановна, Локтева, Валентина Егоровна, Агафонова, Зинаида Фёдоровна, Лавская, Надежда Сергеевна, Гаврилова, Римма Александровна, Загребельный, Виктор Георгиевич, Агафонова, Татьяна Васильевна — инициативу в развитии соревнования за увеличение производства и улучшение качества товаров народного потребления на основе расширения зон обслуживания, обеспечения режима экономии
8. Островерхов, Павел Иванович, Швецов, Владимир Кириллович, Николаенко, Виталий Васильевич, Тендитный, Георгий Павлович, Ушаков, Геннадий Михайлович, Ярошенко, Илья Тихонович, Носачёв, Виктор Николаевич, Шкилёв, Василий Фёдорович, Курий, Владимир Григорьевич, Калинчук, Александр Николаевич, Филиппенко, Вера Фёдоровна, Быкова, Агафья Ильинична — за инициативу в развитии соцсоревнования за повышение эффективности и качества работы на водном, автомобильном и ж/д порте
9. Токминов, Анатолий Александрович, Храмцов, Александр Иванович, Гринь, Матвей Петрович, Литовченко, Николай Иванович, Ихин, Каюм Гимазетдинович, Басыров, Асхат Гиниятович, Васильев, Михаил Михайлович, Беляев, Михаил Васильевич, Березин, Евстафий Иванович, Яцков, Николай Адамович, Бушуев, Анатолий Алексеевич — за инициативу в развёртывании соцсоревнования за досрочное освоение и максимальное использование производственных мощностей, усиление творческого содружества рабочих и специалистов
10. Александров, Василий Лукич, Басов, Алексей Дмитриевич, Бочаров, Анатолий Павлович, Бубякин, Михаил Александрович, Жаворонков, Василий Иванович, Заболотный, Василий Макарович, Калюжная, Мария Павловна, Кольцов, Иван Германович, Савотиков, Иван Васильевич, Сатаев, Дарменбай, Синкевич, Николай Кириллович, Суровцев, Анатолий Михеевич — за существенное повышение эффективности и качества строительных работ на основе комплексной механизации, эффективного использования техники и передового опыта
11. Бринюк, Леонид Михайлович, Венцкус, Станисловас Винцентович, Ершова, Мария Андреевна, Завдовьев, Владимир Григорьевич, Колос, Владимир Романович, Коновалов, Герман Дмитриевич, Куриленко, Николай Зиновьевич, Лаврентьев, Юрий Николаевич, Макаров, Анатолий Васильевич, Мерещенко, Анатолий Иосифович, Селифонов, Александр Семёнович, Шабалин, Леонид Максимович — за интенсификацию производства, внедрение новой техники и передового опыта на предприятиях промышленности строительных материалов и строительной индустрии
12. Трапезников, Виктор Матвеевич, Лиферов, Николай Александрович, Королёв, Николай Васильевич, Плетневский, Евгений Григорьевич, Горожаева, Раиса Фёдоровна, Сорокин, Валентин Николаевич, Зиглевский, Антон Петрович, Тягно, Иван Иванович, Корчинский, Александр Васильевич, Перевера, Иван Ильич, Алексеенко, Михаил Михайлович, Татенова, Битай — за широкое использование результатов научных исследований и внедрение передового опыта в производство риса, кукурузы, гречихи, сахарной свёклы, льна, обеспечивших значительное повышение культуры земледелия, эффективное использование техники и рост на этой основе производства с/х продукции, и инициативу в развитии наставничества
13. Грязнов, Виталий Лукьянович, Жуков, Василий Павлович, Розвезев, Александр Павлович, Коваленко, Леонид Константинович, Юдин, Александр Михайлович, Переверзева, Нина Васильевна, Дюнов, Геннадий Иванович, Авдюшин, Сергей Васильевич, Воронин, Владимир Максимович, Стецюк, Анатолий Фёдорович, Казакова, Екатерина Семёновна, Самокишин, Василий Григорьевич — за широкое использование результатов научных исследований и передового опыта, повышение культуры земледелия, эффективное использование техники, обеспечившие значительный рост производства зерна, и инициативу в развитии движения наставников
14. Лигостаев, Андрей Яковлевич, Алексеева, Екатерина Ефимовна, Ровтытагин, Владимир Ильич, Карпец, Надежда Михайловна, Чернаков, Владимир Васильевич, Стальнова, Антонина Степановна, Засуха, Мария Яковлевна, Шадюль, Алина Брониславовна, Айтбаев, Базылбек, Глинскене, Иева Болеславовна, Салминь, Арнольд Теодорович, Кирьянен, Розалия Ивановна — за широкое использование результатов научных исследований и передового опыта, обеспечивших существенное повышение эффективности производства и качества животноводческой продукции
15. Вишнев, Леонид Леонидович, Половинка, Марфа Ивановна, Кравченко, Николай Григорьевич, Куликовский, Василий Иванович, Азимханов, Азам, Сапаров, Холмумин, Кенкишвили, Гиви Ильич, Эфендиев, Халил Гардаш оглы, Колца, Илья Агапович, Сафаров, Бекмурот, Овнатанян, Паруйр Меликсетович, Атабалов, Байджан — за существенное повышение эффективности и качества работы и получение на этой основе высоких урожаев овощей, картофеля, винограда, хлопка, табака и кормовых культур

## 1978
1. Шибанов, Иван Григорьевич, Жаворонков, Михаил Митрофанович, Соловьёв, Михаил Александрович, Кубасов, Виктор Дмитриевич, Захаров, Михаил Яковлевич, Зайцева, Лидия Фёдоровна, Чокой, Александр Васильевич, Будиштян, Елизавета Владимировна, Сигачёв, Вадим Павлович, Смирнов, Валентин Фёдорович, Филоненко, Георгий Алексеевич, Варыгин, Валентин Павлович — за высокую эффективность и качество работы на основе умелого использования резервов производства
2. Борисюк, Надежда Петровна, Вахт, Эвальд Валентинович, Гончарук, Пётр Никифорович, Демешко, Виктор Иванович, Космачёв, Геннадий Владимирович, Плынский, Алексей Кузьмич, Тойчубаев, Чоймонкул, Чих, Михаил Павлович, Громов, Владимир Тимофеевич, Нурутдинов, Дамир Махмутович, Файзуллин, Рашит Гибадуллинович, Шатунов, Михаил Семёнович — за наивысшую производительность труда при добыче угля и нефти на основе эффективного использования техники и прогрессивной технологии
3. Макаров, Николай Иванович, Гришко, Игорь Петрович, Рахманов, Юрий Иванович, Побединская, Зоя Ивановна, Галка, Михаил Андреевич, Жуков, Анатолий Максимович, Ковалик, Дмитрий Степанович, Ролев, Данил Рудольфович, Усик, Николай Тимофеевич, Цюрупа, Георгий Павлович, Меньших, Владимир Фёдорович, Кустарёв, Алексей Павлович — за существенное повышение эффективности металлургического производства и горнодобывающей техники на основе улучшения использования производительных мощностей
4. Кранышев, Феликс Васильевич, Шапко, Антон Антонович, Богатов, Николай Алексеевич, Ахтырский, Владимир Степанович, Тарасенко, Виктор Григорьевич, Губанов, Владимир Михайлович, Захаров, Иван Васильевич, Ромашов, Владимир Викторович, Улановский, Оскар Оскарович, Щербаков, Валентин Сергеевич, Харчевников, Алексей Алексеевич, Богомолов, Геннадий Александрович — за высокую эффективность и качество работы на основе комплексного совершенствования процессов машиностроительного производства
5. Воронин, Владимир Алексеевич, Петров, Виктор Михайлович, Ткаченко, Владимир Алексеевич, Наседкин, Михаил Васильевич, Гулин, Анатолий Захарович, Труханов, Леонид Яковлевич, Стадник, Федот Данилович, Гладких, Любовь Семёновна, Байков, Лев Николаевич, Сысоев, Александр Михайлович, Чернышёв, Пётр Иванович, Наумов, Михаил Васильевич — за высокую эффективность и качество работы на основе совершенствования техники, технологии производства и улучшения организации труда
6. Дудка, Валентин Павлович, Кондалов, Николай Петрович, Кащеев, Геннадий Ильич, Былкина, Антонина Николаевна, Янкович, Николай Сергеевич, Варагаш, Любомир Иванович, Каленов, Валерий Фёдорович, Маслов, Иван Сергеевич, Федосихин, Владимир Николаевич, Кисляков, Михаил Николаевич, Семёнов, Валентин Григорьевич, Тычков, Алексей Иванович — за высокие показатели качества на основе внедрения передовых методов работы и совершенствования организации производства
7. Боброва, Валентина Яковлевна, Хусаинов, Асхат Ахметович, Андрианов, Алексей Фёдорович, Аасаметс, Агу Карлович, Дьякону, Павел Иванович, Дейкин, Юрий Павлович, Василевский, Николай Иванович, Сперанский, Вадим Вячеславович, Володин, Анатолий Александрович, Фёдоров, Алексей Михайлович, Матонис, Эдвардас Винцович, Комписенко, Анатолий Куприянович — за высокую эффективность и качество работы на основе использования новой техники и технологии, прогрессивных форм организации труда
8. Проскурина, Лилия Николаевна, Павлова, Галина Пименовна, Егорова, Нина Николаевна, Федянова, Галина Михайловна, Саидов, Расул, Бойко, Александра Савельевна, Федукович, Ольга Васильевна, Меликсетов, Николай Сергеевич, Шахова, Мария Петровна, Каменская, Галина Алексеевна, Копылов, Геннадий Григорьевич, Сафарова, Надежда Павловна — за увеличение производства и повышение качества товаров народного потребления и продуктов питания на основе совершенствования технологических процессов и организации труда
9. Балабанов, Юрий Кузьмич, Барцев, Леонид Павлович, Иванец, Иван Михайлович, Лазарев, Михаил Андронович, Ласкин, Михаил Иванович, Мамедов, Сафарали Ибрагим оглы, Мачнев, Пётр Прокопьевич, Москвичёв, Иван Егорович, Потапов, Валентин Иванович, Прусов, Алексей Алексеевич, Хорохорин, Анатолий Семёнович, Цупкова, Клавдия Петровна — за внедрение передового опыта проведения строительных работ, улучшение использования машин и механизмов
10. Арипов, Исмаил Халматович, Горонкова, Анна Денисовна, Гасымов, Алман Фарман оглы, Голубев, Михаил Егорович, Грицивая, Любовь Ивановна, Карон, Уно, Саидов, Нишанбай, Некрасов, Валентин Васильевич, Пащенко, Евгений Иванович, Раскатов Александр Михайлович, Рябчиков, Виталий Николаевич, Холод, Иван Семёнович — за внедрение прогрессивных форм обслуживания оборудования на предприятиях промышленности строительных материалов и в строительстве
11. Кулаков, Анатолий Николаевич, Ковин, Серафим Константинович, Широков, Владимир Иванович, Жилин, Василий Андреевич, Михеев, Николай Филиппович, Савин, Николай Александрович, Батюня, Георгий Валерианович, Сидорчук, Леонид Петрович, Листопадов, Митрофан Петрович, Кладов, Илья Евдокимович, Богатырёв, Павел Степанович, Баронас, Повилас Петро — за повышение эффективности использования авиационного, автомобильного, ж/д, водного транспорта и рыболовных судов
12. Ведерников, Леонид Фёдорович, Голышкин, Алексей Егорович, Гусаров, Сергей Иванович, Шевякова, Валентина Борисовна, Садовин, Иван Семёнович, Сурков, Алексей Игнатьевич, Зонов, Василий Андрианович, Ковальчук, Владимир Иванович, Минзар, Владимир Семёнович, Калинов, Михаил Антонович, Гуня-Ожог, Александр Петрович, Коняев, Николай Платонович — за увеличение производства зерна на основе повышения плодородия земель, высокоэффективного использования техники, прогрессивной технологии и передового опыта
13. Костомарова, Мария Фёдоровна, Прохорова, Галина Павловна, Григорьев, Алексей Сергеевич, Масин, Алексей Архипович, Бородин, Сергей Дорофеевич, Степанов, Евгений Фёдорович, Митрофанова, Раиса Сергеевна, Хасбиуллин, Агзам Хакимович, Ярёменко, Михаил Иванович, Скоробогатова, Анганета Яковлевна, Айталиев, Гилаж, Нарбунтене, Валерия Ионовна — за увеличение производства продуктов животноводства на основе создания прочной кормовой базы и внедрения промышленной технологии
14. Володин, Александр Егорович, Березуцкий, Григорий Михайлович, Захаров, Илья Никифорович, Суворов, Михаил Васильевич, Чистяков, Иван Васильевич, Шакиров, Фоат Сагитович, Виштак, Степанида Демидовна, Хололов, Иван Васильевич, Кушаков, Джуракул, Махмуджанов, Юсупджан, Тамулис, Адольфас-Альгимантас Адольфович, Дегембаева, Татина — за получение высоких урожаев риса, кукурузы, гречихи, сахарной свёклы и льна на основе внедрения прогрессивной технологии и передового опыта
15. Дедов, Иван Андреевич, Ступаченко, Таисия Антоновна, Галушко, Александр Петрович, Саидов, Хаджи, Микадзе, Отари Таевич, Абасов, Фаррух Мамед оглы, Ахмедов, Сабир Атакиши оглы, Клименко, Анатолий Петрович, Яне, Гунар Вилисович, Тохиров, Дадоджон, Хуммедов, Маликмухамед, Лунд, Кустас Кустасович — за получение высоких и устойчивых урожаев овощей, картофеля, хлопка, винограда, фруктов, чая и бахчевых культур на основе умелого использования техники, улучшения организации работ, повышения культуры земледелия

## 1979
1. Мащенко, Михаил Петрович, Курочкин, Александр Вениаминович, Сабирзянов, Анас Галимзянович, Бакулина, Зинаида Васильевна, Веремеенко, Владимир Васильевич, Побужаев, Евгений Михайлович, Лопаев, Игорь Павлович, Цалко, Борис Мартынович, Чучкалова, Фаина Александровна, Стрижак, Виктор Павлович, Зайцев Василий Алексеевич, Коновалов, Владимир Георгиевич — за высокую эффективность и качество работы в области энергетики и тяжёлого машиностроения на основе творческого содружества коллективов смежников
2. Дельян, Ашот Борисович, Коротеев, Николай Иванович, Курников, Михаил Павлович, Смолов, Сергей Илларионович, Тимченко, Владимир Дмитриевич, Турач, Владимир Сергеевич, Финаев, Василий Ефимович, Черпаков, Пётр Васильевич, Муковоз, Фёдор Фёдорович, Нуркаев, Талип Латыпович, Накрайников, Юрий Алексеевич, Харсеев, Михаил Илларионович — за высокую эффективность и качество работы при добыче угля и нефти
3. Головичев, Анатолий Алексеевич, Клепиков, Егор Андреевич, Кондаков, Валерий Васильевич, Мироненко, Валентин Карпович, Самокиш, Леонид Михайлович, Чистников, Юрий Алексеевич, Гусев, Григорий Иванович, Недопекин, Пётр Алексеевич, Никитин, Семён Петрович, Попов, Владимир Павлович, Магницкая, Анна Дмитриевна, Посвежинный, Анатолий Васильевич — за высокую эффективность и качество работы в металлургическом и химическом производстве на основе изыскания и использования внутренних резервов
4. Печникова, Анна Павловна, Смирнов, Валентин Сергеевич, Шишко, Георгий Иосифович, Михайлова, Дина Фёдоровна, Мартынов, Геннадий Александрович, Пятков, Виктор Михайлович, Перов, Михаил Михайлович, Попов, Николай Фёдорович, Лепаков, Николай Иванович, Джамбулатов, Джамбулат Магомедович, Панов, Константин Николаевич, Афонин, Александр Егорович — за выдающиеся достижения в машиностроительном производстве на основе повышения эффективности использования производственных мощностей
5. Рыбаков, Иван Васильевич, Михеев, Алексей Кириллович, Веселова, Клавдия Тихоновна, Рождественский, Сергей Николаевич, Дидук, Борис Павлович, Кильдюшов, Юрий Иванович, Сёмин, Михаил Григорьевич, Ходырев, Виктор Михайлович, Пээтс, Леопольд Оскарович, Ерёмин, Владимир Фёдорович, Глущенко, Игорь Григорьевич, Гладков, Александр Николаевич — за совершенствование коллективных форм его организации, способствующих достижению высоких конечных результатов
6. Куян, Людмила Ивановна, Шалаев, Евгений Андреевич, Новосёлов, Виктор Николаевич, Долгих, Леонид Петрович, Логунцов, Василий Иванович, Ермолаев, Николай Константинович, Скворцов, Игорь Васильевич, Сухова, Тамара Николаевна, Хаткевич, Михаил Васильевич, Карабиненко, Юрий Семёнович, Попов, Василий Семёнович, Исаев Алексей Петрович — за повышение эффективности и качества работы на основе совершенствования техники и технологии производства
7. Булдаков, Евгений Фёдорович, Ватрасов, Александр Александрович, Дикун, Иван Павлович, Полежаев, Пётр Фёдорович, Сметанина, Александра Ивановна, Сироткин, Дмитрий Михайлович, Власов, Пётр Ионович, Матвеев, Александр Иванович, Имамалиев, Таджидин, Халин, Александр Андреевич, Гусейнов, Гусейн Юсиф оглы, Шабанов, Леонид Андреевич — за повышение эффективности изысканий и использования природных ресурсов
8. Веселкова, Нина Михайловна, Боброва, Валентина Андреевна, Морозова, Алевтина Александровна, Прохоров, Александр Алексеевич, Копылова, Валентина Адамовна, Салькова, Антонина Матвеевна, Семейкина, Екатерина Дмитриевна, Сафронова, Татьяна Александровна, Баушер, Светлана Александровна, Козловский, Станислав Иванович, Крузина, Тамара Николаевна, Александрова, Евгения Павловна — за значительное увеличение производства и улучшение качества товаров народного потребления
9. Горбачёв, Виктор Дмитриевич, Дёмин, Иван Павлович, Дзидзигури, Тандико Сандроевич, Кренёв, Афанасий Семёнович, Макаров, Иван Иванович, Манасян, Гарник Хачатурович, Титова, Нина Филипповна, Ушаков, Виктор Алексеевич, Хайруллин, Гарифулла Хайруллович, Хоминок, Николай Иванович, Щекалёв, Юрий Григорьевич, Ярушникова, Нина Ивановна — за достижение высокой производительности труда на основе выполнения объёмов строительства с меньшей численностью рабочих
10. Абрамов, Иван Иванович, Воронков, Анатолий Алексеевич, Головина, Анна Константиновна, Грубов, Михаил Иванович, Козлов, Николай Алексеевич, Кондратюк, Евгений Тимофеевич, Курганов, Анатолий Михайлович, Лисютин, Фёдор Яковлевич, Мохова, Мария Николаевна, Панюшкин, Николай Евгеньевич, Сулейманов, Анатолий Савельевич, Чепурных, Николай Иванович — за высокую эффективность и качество работы на основе широкого применения передового производственного опыта в строительстве и промышленности строительных материалов
11. Баталов, Борис Дмитриевич, Юхневич, Пётр Григорьевич, Усов, Борис Петрович, Мальцев, Геннадий Степанович, Гуржий, Максим Максимович, Цховребов, Григорий Иванович, Васильев, Вячеслав Михайлович, Горбачёв, Анатолий Ильич, Бирюков, Виктор Петрович, Микеров, Сергей Александрович, Горбань, Николай Яковлевич, Мизеровский, Юрий Константинович — за повышение эффективности использования ж/д, авиационного, водного транспорта и рыболовных судов
12. Гурнов, Алексей Михайлович, Савин, Николай Васильевич, Зевякин, Иван Никанорович, Яхин, Риза Хажиахметович, Побережный, Василий Анисимович, Каплан, Владимир Васильевич, Гелык, Пётр Фомич, Нурхожаев, Шынтас, Левен, Владимир Петрович, Азизов, Ташкилат Миразиз оглы, Хаста, Степан Георгиевич, Душин, Иван Иванович (посмертно) — за получение высоких и устойчивых урожаев зерновых и крупяных культур на основе эффективного использования достижений науки, техники и передовой практики
13. Коялкут, Николай Григорьевич, Шацких, Иван Филиппович, Рабдаев, Гасарун Лубсанович, Толстоухов, Михаил Семёнович, Сологуб, Антонина Прокофьевна, Сердюк, Михаил Васильевич, Чубрик, Тамара Владимировна, Исакова, Мунаввар, Кубашев, Ибат Кубашевич, Петране, Станислава Яновна, Чойбеков, Данияр, Матлахов, Борис Яковлевич — за увеличение производства высококачественной продукции животноводства на основе применения прогрессивной технологии
14. Нагорный, Иван Михайлович, Латарцев, Михаил Павлович, Буланова, Зинаида Ивановна, Жичкин, Алексей Егорович, Нурмагомедов, Сиражутдин Наметович, Полупан, Людмила Григорьевна, Горохов, Григорий Денисович, Тургунов, Абдувахоб, Валиев, Адош Кокозович, Себискверадзе, Куча Давидович, Мусоев, Шоха, Чарыев, Назар — за получение высоких и устойчивых урожаев технических, овощных, плодовых культур, картофеля, льна, хлопка, чая на основе применения достижений науки и внедрения комплексной механизации
15. Бабенко, Виктор Иосифович, Солдатов, Валерий Иванович, Крюченкова, Раиса Ильинична, Чистотин, Вячеслав Владимирович, Станков, Анатолий Васильевич, Черных, Александра Павловна, Карман, Пётр Прокофьевич, Садовый, Михаил Васильевич, Тишкевич, Олег Владимирович, Лабашаускене, Янина Ионовна, Мартиросян, Самсон Енокович, Лаане, Яан Вольдемарович — за высокоэффективное использование техники, внедрение прогрессивной технологии в кормопроизводстве и строительстве с/х объектов

## 1980
1. Худов, Николай Павлович, Носов, Сергей Германович, Елизаров Виктор Дмитриевич, Дорогов, Константин Артемьевич, Гришечкин, Александр Владимирович, Гелашвили, Амиран Дмитриевич, Король, Николай Васильевич, Кулин, Вениамин Иванович, Бризкун, Владимир Иосифович, Горюнов, Юрий Павлович, Кабардин, Анатолий Фёдорович, Николаев, Анатолий Иванович — за высокую эффективность и качество работы, большой личный вклад в дело ускорения ввода в действие производственных мощностей
2. Девятко, Владимир Григорьевич, Леденёв, Иван Алексеевич, Литвиненко, Степан Семёнович, Петренко, Николай Михайлович, Шелко, Анатолий Георгиевич, Пинчук, Василий Иванович, Подлеснов, Николай Михайлович, Яворский, Иван Денисович, Рудольф, Владимир Яковлевич, Шакшин, Анатолий Дмитриевич, Шинкевич, Анатолий Фёдорович, Рымаренко, Фёдор Захарович — за высокую эффективность и качество работы, успешное внедрение передовых методов добычи топлива
3. Дрожжин, Сергей Васильевич, Кравченко, Анатолий Андреевич, Сиводед, Виталий Артёмович, Филиппова, Нина Ивановна, Шамов, Александр Сергеевич, Рябов, Андрей Степанович, Фахрутдинов, Фасхиттин Фархеевич, Черкашина, Валентина Александровна, Колисниченко, Валерий Иванович, Степанов, Александр Иванович, Долматов, Виктор Иванович, Тащилкина, Валентина Викторовна — за повышение эффективности производства на основе улучшения использования оборудования
4. Воробьёв, Михаил Дмитриевич, Зюнев, Иван Фёдорович, Постникова, Тамара Николаевна, Журавский, Николай Семёнович, Лыткин, Леонид Степанович, Рыбаков, Гурий Иванович, Кострюков, Евгений Александрович, Лобанев, Василий Дмитриевич, Портнов, Василий Яковлевич, Борейко, Галина Казимировна, Нигматзиянова, Файма Шакировна, Резников, Николай Афанасьевич — за внедрение передовых методов работы и совершенствования организации производства
5. Толстолыткина, Любовь Кузьминична, Хитрик, Алексей Филиппович, Григорьев, Илья Васильевич, Крутенко, Иван Платонович, Федотов, Николай Константинович, Яныкин, Николай Фёдорович, Войтюк, Пётр Максимович, Горбунов, Геннадий Александрович, Безшапошников, Вячеслав Николаевич, Шваров, Владимир Леонович, Секержинский, Леопольд Михайлович, Гущин, Михаил Георгиевич — за высокую эффективность и качество работы в машиностроительном производстве на основе комплексного совершенствования трудовых процессов
6. Соломахин, Андрей Кондратьевич, Карпенко, Валентин Филиппович, Чуб, Иван Александрович, Фадеев, Николай Кузьмич, Кокурин, Анатолий Михайлович, Петров, Владимир Константинович, Никодименко, Владимир Кузьмич, Филиппов, Павел Сергеевич, Кононов, Александр Иванович, Гражданкин, Иван Николаевич, Рябов, Иван Емельянович, Синодский, Иван Фёдорович — за высокую эффективность и качество работы на основе совершенствования техники и технологии производства
7. Шабанов, Иван Николаевич, Коваль, Фёдор Прокопьевич, Соколов, Григорий Андреевич, Плотников, Юрий Петрович, Чабан, Алексей Филиппович, Ежова, Александра Михайловна, Ларионов, Николай Иванович, Никашин, Виктор Иванович, Черепанов, Владимир Николаевич, Сорокин, Виктор Дмитриевич, Бойко, Нина Николаевна, Матвеев, Николай Васильевич — за высокую эффективность и качество работы на основе изыскания и использования внутренних резервов
8. Хонина, Анна Егоровна, Панина, Валентина Васильевна, Титаренко, Евдокия Ивановна, Голубева, Валентина Николаевна, Ерофеева, Анастасия Фёдоровна, Васильева, Зоя Петровна, Терентьева, Галина Александровна, Горбунова, Августа Михайловна, Попов, Михаил Николаевич, Дудик, Клавдия Ивановна, Усманходжаев, Махсуд, Садых-заде, Эльдар Саиб оглы — за значительное увеличение производства и улучшение качества товаров народного потребления
9. Волк, Степан Лукич, Гиль, Михаил Васильевич, Годияк, Александр Дмитриевич, Гринёв, Владимир Михайлович, Денисов, Николай Андреевич, Затворницкий, Владимир Андреевич, Лозин, Тимофей Ермолаевич, Малышев, Алексей Александрович, Науменко, Нина Фёдоровна, Сасим, Николай Георгиевич, Шепельков, Виктор Павлович, Ядзявичус, Альфонсас Антано — за внедрение годовых планов загрузки бригад и поточных методов строительства
10. Астапов, Василий Михайлович, Воронова, Мария Ивановна, Даутбеков, Тунишбек, Живописцев, Алексей Васильевич, Кучеренко, Анатолий Пантелеевич, Макаров, Николай Иванович, Певной, Борис Кузьмич, Помазкин, Владимир Иванович, Решетнева, Зоя Фёдоровна, Сахно, Фёдор Семёнович, Соловьёв, Владимир Фёдорович, Шабельников, Анатолий Прокофьевич — за высокую эффективность и качество работы в промышленности строительных материалов и строительной индустрии на основе совершенствования мастерства и совмещения профессий
11. Денисов, Геннадий Николаевич, Батин, Митрофан Парамонович, Родионов, Анатолий Васильевич, Яшин, Владимир Константинович, Гольцов, Василий Григорьевич, Колос, Пётр Михайлович, Шаров, Евгений Иванович, Подолян, Михаил Нестерович, Столяров, Владимир Константинович, Сотников, Владимир Семёнович, Серов, Виктор Ефимович, Бабичев, Александр Константинович (посмертно) — за высокую эффективность и качество работы на транспорте
12. Кошкин, Пётр Степанович, Соколова, Ольга Николаевна, Бушухин, Михаил Васильевич, Неупокоев, Валерий Григорьевич, Додонов, Николай Юрьевич, Назаров, Николай Николаевич, Гасиев, Пётр Михайлович, Смелянец, Нина Николаевна, Руденко, Надежда Ильинична, Степанчук, Николай Иович, Муканов, Галимжан, Логинов, Александр Владимирович — за получение высоких и устойчивых урожаев зерновых и крупяных культур на основе эффективного использования достижений науки, передовой практики и новых форм организации труда
13. Ушаков, Андрей Фёдорович, Ромашина, Михаил Александрович, Апицын, Пётр Николаевич, Яковлева, Альбина Николаевна, Григорьева, Антонина Андреевна, Бондаренко, Евдокия Максимовна, Кричковская, Анна Григорьевна, Карабеков, Кадырмурат, Кузибаева, Фазилат, Аязбаев, Джуман, Ганебная, Зинаида Иосифовна, Мамбетакунов, Орозакун — за увеличение валового производства высококачественной продукции животноводства на основе применения прогрессивной технологии, изыскания и использования внутренних резервов
14. Брынцев, Семён Логвинович, Пономарёв, Семён Матвеевич, Грищак, Галина Талимоновна, Чешенко, Лидия Григорьевна, Захарченко, Иван Иванович, Ксенда, Андрей Фёдорович, Блашкевич, Степан Григорьевич, Урушадзе, Зураб Константинович, Аляров, Умуд Мамедтаги оглы, Гасанов, Панах Аллахверди оглы, Гадоев, Абдулахат, Розыева, Гульсере — за освоение и внедрение прогрессивной технологии, комплексной механизации при возделывании технических, овощных, плодовых культур, картофеля, льна, хлопка, чая и получение высоких урожаев этих культур
15. Гнездилов, Николай Иванович, Лесник, Валентин Евстигнеевич, Корнейчук, Василий Алексеевич, Заправадов, Виктор Павлович, Галиакберов, Ахтям Хуснуллович, Кисиль, Филипп Логвинович, Марасулов, Якубжан, Марчиль, Михаил Дмитриевич, Густас, Адольфас Юозапович, Пара, Николай Иванович, Дохолян, Аршалуйс Гайкович, Проман, Мейнарт Юганович — за высокоэффективное использование техники, внедрение прогрессивной технологии в кормопроизводство, в мелиоративном и сельском строительстве

## 1981
1. Таранов, Иван Арефьевич, Шубинский, Владимир Борисович, Сатаров, Вячеслав Иванович, Киселёва, Элеонора Владимировна, Мясищев, Михаил Петрович, Ульяниченко, Юрий Семёнович, Макаров, Вячеслав Николаевич, Куликов, Владимир Иванович, Дедюхин, Леонид Степанович, Крысанова, Нина Александровна, Корольков, Владимир Николаевич, Ханюков, Василий Иванович — за большой личный вклад в ускорение ввода в действие и освоения производственных мощностей
2. Баталов, Ринат Нагимович, Горбунов, Виктор Васильевич, Петров, Нурислан Иванович, Харчевников, Борис Семёнович, Рыбинский, Владимир Иванович, Саламатин, Альберт Гергардович, Цигода, Станислав Григорьевич, Чистяков, Олег Петрович, Самарин, Павел Григорьевич, Кузнецов, Алексей Захарович, Абрымский, Александр Иванович, Щеблыкин, Павел Яковлевич — за успешное внедрение передовых методов добычи топлива
3. Грабовой, Александр Никитович, Капанадзе, Георгий Зиниаевич, Фалдин, Александр Фёдорович, Федотов, Алексей Данилович, Чиркова, Валентина Степановна, Бекматов, Абдыкадыр, Дьяконов, Игорь Борисович, Иванов Владимир Михайлович, Чалый, Владимир Кузьмич, Фролов, Иван Иванович, Ивановский, Николай Осипович, Дубинко, Михаил Фёдорович — за высокую эффективность работы на основе улучшения использования оборудования
4. Орлов, Евгений Васильевич, Савельев, Виктор Васильевич, Горюнов, Павел Панфилович, Кордун, Олег Борисович, Разучов, Владимир Александрович, Трещев, Вячеслав Александрович, Захаров, Иван Иванович, Шкуратова, Ольга Петровна, Лебедев Михаил Васильевич, Какурин, Валентин Михайлович, Касьянов, Александр Николаевич, Левкин, Анатолий Григорьевич — за использование коллективных форм организации труда
5. Вершинин, Денис Иванович, Нестеров, Борис Николаевич, Ермолаев, Степан Александрович, Мегедь, Владимир Макарович, Берсенев, Иван Григорьевич, Мальков, Виктор Поликарпович, Толкачёв, Михаил Иванович, Ярославцев, Валентин Егорович, Шавлюкевич, Леонид Владимирович, Парусников, Владимир Алексеевич, Штепа, Павел Павлович, Тарута, Иван Никитович — за совершенствование технологии производства
6. Букашкин, Борис Захарович, Гайков, Виталий Владимирович, Потебенько, Иван Карпович, Сердюков, Дмитрий Петрович, Островной, Александр Иванович, Цветков, Пётр Михайлович, Серов, Евгений Михайлович, Скалецкий, Василий Сергеевич, Федотова Мария Ивановна, Чепелев, Виталий Семёнович, Прохоров, Алексей Григорьевич, Кабзистов, Евгений Александрович — за высокую эффективность и качество работы при ремонте и эксплуатации техники
7. Корнеев, Владимир Сергеевич, Онищук, Александр Васильевич, Смолев, Вячеслав Александрович, Тлюстангелова, Джаншир Хаджумаровна, Мартинович, Андрей Андреевич, Чащин, Владимир Александрович, Назаров, Михаил Гаврилович, Ахметжанов, Гаптулла Сулейманович, Космагамбетов, Базарбай, Линьков, Валерий Александрович, Долженков, Анатолий Степанович, Гильмутдинов, Заки Нуризанович (посмертно) — за высокую эффективность и качество работы при изыскании и использовании природных ресурсов
8. Кудряшова, Раиса Александровна, Александрова, Ангелина Васильевна, Борисова, Вера Никифоровна, Лагута, Любовь Тихоновна, Яковлева, Галина Петровна, Костян, Михаил Иванович, Бокина, Нина Фёдоровна, Горбачёв, Леонид Иванович, Арбузов, Александр Алексеевич, Калинина, Антонина Алексеевна, Сенченок, Валентина Григорьевна — за высокую эффективность и качество работы при производстве товаров народного потребления
9. Гроздов, Христофор Сергеевич, Заяц, Василий Иванович, Зуев, Алексей Дмитриевич, Иванченко, Николай Иванович, Кравчук, Григорий Архипович, Крымов, Вячеслав Иванович, Логачёв, Виктор Петрович, Махкамов, Заир, Носарев, Юрий Леонидович, Охорзин, Лев Николаевич, Чопанов, Чары, Юодвиршис, Юозас Костович — за высокую эффективность и качество работы в строительстве
10. Грищенко, Галина Васильевна, Калашников, Юрий Петрович, Качан, Валентина Александровна, Кузнецов, Валерий Анатольевич, Подтыкалин, Василий Фёдорович, Попов, Олег Борисович, Романцова, Галина Васильевна, Толкачёва, Евдокия Владимировна, Труфанов, Михаил Савельевич, Федан, Александр Васильевич, Чернов, Юрий Филиппович, Шубитидзе, Евгений Эквтимович — за высокую эффективность и качество работы в промышленности строительных материалов и строительной индустрии
11. Воловик, Пётр Николаевич, Егоров, Виталий Константинович, Васильева, Тамара Ивановна, Витранюк, Дмитрий Иванович, Команев, Виктор Максимович, Маратканов, Евгений Васильевич, Кустарниченко, Николай Павлович, Веселов, Андрей Никитович, Шанцев, Николай Михайлович, Горпийченко, Василий Георгиевич, Антонов, Александр Матвеевич, Заблоцкий, Виктор Иванович — за высокую эффективность и качество работы на транспорте
12. Саидов, Бауди Магомедович, Бединский, Василий Петрович, Баранов, Василий Стефанович, Мардарь, Антон Ефимович, Богдан, Иван Алексеевич, Котляр, Николай Михайлович, Ермаков, Владимир Иванович, Шабалина, Анна Петровна, Сарсенбаев, Кабдирашит, Гусейнов, Гасан Аббас оглы, Богачук, Лидия Дмитриевна, Водолазский, Евгений Филиппович — за получение высоких и устойчивых урожаев зерновых культур на основе эффективного использования достижений науки, передовой практики и новых форм организации труда
13. Евченко, Василий Акимович, Баранова, Евгения Семёновна, Подопригора, Екатерина Владимировна, Дудина, Ираида Яковлевна, Демченко, Анна Ивановна, Скоморохова, Надежда Самуиловна, Туркия, Евтихий Нестерович, Жямайтене, Янина Юозовна, Куря, Галина Дмитриевна, Акматов, Ташполот, Чатикян, Ашот Мкртычевич, Реджепов, Акойли — за увеличение производства высококачественной продукции животноводства, применение прогрессивной технологии, изыскание и использование внутренних резервов
14. Марковский, Николай Александрович, Солодун, Николай Иванович, Сидоров, Николай Афанасьевич, Скакунов, Пётр Филимонович, Волынец, Иван Иванович, Грищенко Николай Григорьевич, Лаврик, Николай Андреевич, Беганский, Михаил Павлович, Халилов, Туланбай, Султанов, Хурсанд, Агаев, Аббасага Якуб оглы, Ходжиев, Аслидин Ходжиевич — за освоение и внедрение прогрессивной технологии, комплексной механизации при возделывании технических, овощных культур, картофеля и хлопка, получение высоких и устойчивых урожаев
15. Галяутдинов, Руслам Габдулхакович, Пугачёв, Виктор Николаевич, Шаповалов, Иван Яковлевич, Смолин, Михаил Петрович, Лямкин, Фёдор Иванович, Щема, Иван Владимирович, Брязгунов, Николай Дмитриевич, Титов, Иван Михайлович, Мостицкий, Виктор Васильевич, Ляхов, Виктор Иванович, Осовскис, Эдуардас Илмарович, Иванов, Алексей Викторович — за высокоэффективное использование техники, внедрение прогрессивной технологии в кормопроизводстве и сельском строительстве
16. Дмитрий Петрович Бобрицкий, Николай Степанович Зонтов, Михаил Владимирович Шумилин, Очир Николаевич Шанюшкин, Вячеслав Александрович Солодовников, Владимир Антонович Шлейдер, Ревир Григорьевич Карманов, Виктор Иванович Пулин, Пётр Петрович Дрижд, Сагит Хадыевич Хамидуллин, Лидия Амосовна Орлова, Виталий Евгеньевич Вишняков — за создание ураново-рудной минерально-сырьевой базы Приаргунского горно-химического комбината.

## 1982
1. Третьяков, Павел Андреевич, Галеев, Анас Закирович, Служаев, Геннадий Петрович, Воловодов, Василий Иванович, Дроздев, Михаил Григорьевич, Лоргин, Владимир Иванович, Захаренков, Валерий Семёнович, Барулев, Владимир Александрович, Рыбчич, Илья Иосифович, Кирильчик, Валерий Иванович, Кузьмичёва, Евдокия Яковлевна, Приданцев, Анатолий Григорьевич — за большой личный вклад в дело увеличения добычи нефти и газа
2. Балыченко, Михаил Петрович, Беликов, Анатолий Иосифович, Бурлаков, Альберт Андреевич, Власов, Анатолий Фёдорович, Губарев, Александр Иванович, Игнатьев, Владимир Иванович, Оверченко, Анатолий Алексеевич, Скляров, Адольф Степанович, Степурко, Людмила Константиновна, Филиппова, Зинаида Алексеевна, Фролов, Николай Маркович, Шишлов, Анатолий Алексеевич — за большой личный вклад в дело увеличения добычи и переработки угля
3. Афонин, Лев Алексеевич, Каструлина, Мария Михайловна, Кириллов, Иван Андреевич, Литвинова, Валентина Владимировна, Лихолит, Валентин Иванович, Тарасов, Владимир Павлович, Чупилов, Владимир Петрович, Игнатенко, Александр Александрович, Калинин, Александр Николаевич, Трунов, Анатолий Фёдорович, Федянина, Валентина Александровна, Юркевич, Владимир Павлович — за большой личный вклад в дело улучшения использования металлургического оборудования
4. Пичугин, Николай Николаевич, Скрипник, Виктор Леонидович, Тришин, Игорь Леонидович, Дмитренко, Николай Семёнович, Воронина, Раиса Григорьевна, Томилина, Анна Васильевна, Троянов, Семён Александрович, Янковский, Евгений Павлович, Бондаренко, Николай Григорьевич, Голяков, Иван Николаевич, Драпалюк, Владимир Иосифович, Тихомирова, Валентина Андреевна — за большой личный вклад в дело механизации и автоматизации производства
5. Евдокимов, Виктор Фёдорович, Овсянников, Борис Дмитриевич, Шавинский, Михаил Игнатьевич, Гуськов, Александр Петрович, Астахова, Раиса Евтеевна, Исаев, Виктор Павлович, Ананьев, Валентин Васильевич, Костенков, Александр Александрович, Лебедь, Василий Иванович, Чернов, Виктор Яковлевич, Повиренный, Иван Петрович, Захаров, Борис Николаевич — за большой личный вклад в дело совершенствования коллективных форм организации труда
6. Шелест, Анна Герасимовна, Сладкова, Елена Степановна, Голубков, Михаил Фёдорович, Ванина, Антонида Васильевна, Кутняков, Виктор Дмитриевич, Фомичёва Мария Ивановна, Зырянов, Александр Михайлович, Герасимов, Павел Яковлевич, Косцова, Галина Петровна, Костюк, Виталий Григорьевич, Вазап, Иван Иванович — за большой личный вклад в дело совершенствования техники и технологии производства
7. Вишнякова, Лина Николаевна, Гаврисев, Сергей Григорьевич, Кондрашова, Зинаида Григорьевна, Казанцев, Николай Иосифович, Цыркин, Алексей Дементьевич, Рышков, Виктор Семёнович, Зорин, Николай Александрович, Кургузиков, Виктор Гаврилович, Шматуха, Александр Дмитриевич, Ермолаев, Владимир Алексеевич, Мирошниченко, Валентина Ивановна — за творческую активность, большой личный вклад в дело повышения эффективности машиностроительного производства
8. Антонова, Галина Степановна, Дуля, Виктор Андронович, Богдановский, Лев Константинович, Кулагин, Виктор Сергеевич, Роганов, Андрей Константинович, Жарова, Галина Михайловна, Смолькин, Геннадий Сергеевич, Кирьянов, Александр Васильевич, Давыдова, Татьяна Григорьевна, Никитина, Раиса Борисовна, Широбоков, Виктор Александрович, Симахина, Зинаида Николаевна — за большой личный вклад в дело создания надёжных машин и приборов
9. Горбань, Андрей Афанасьевич, Егоров, Виктор Николаевич, Никитин, Михаил Тимофеевич, Терешкин, Иван Тимофеевич, Шашлов, Василий Михайлович, Бодров, Алексей Павлович, Бурцев, Владимир Иванович, Басанец, Иван Михайлович, Бубна, Иван Васильевич, Щербакова, Надежда Константиновна, Келюх, Иван Антонович, Попызенко, Феодосия Ивановна — за большой личный вклад в дело создания экономичных и производительных машин и механизмов
10. Кожевников, Павел Гаврилович, Тилавов, Амиркул, Кубасов, Виктор Андреевич, Хабибулхакова, Рахиля Ахметовна, Борисов, Анатолий Николаевич, Зеня, Николай Спиридонович, Морозова, Раиса Кирилловна, Шпак, Евгений Павлович, Морозов, Василий Дмитриевич, Яковлева, Людмила Константиновна, Котельникова, Валентина Павловна — за большой личный вклад в дело изыскания и использования внутренних резервов
11. Аверьянов, Александр Борисович, Григоренко, Александр Иванович, Демьянов, Рудольф Васильевич, Клименко, Зинаида Михайловна, Кузнецов, Григорий Александрович, Плясунов, Виталий Александрович, Кочетков, Геннадий Николаевич, Михновский, Мирон Иосифович, Ромашко, Василий Антонович, Семоев, Василий Владимирович, Ковалёв, Василий Александрович, Макаров, Александр Михайлович — за высокую эффективность и качество работы при эксплуатации и ремонте техники
12. Сосновский, Александр Сергеевич, Полонин, Николай Васильевич, Титов, Александр Александрович, Кручинина, Фаина Николаевна, Лагойкин, Алексей Петрович, Романов, Николай Фёдорович, Сагайдачная, Нина Зиновьевна, Хомутова, Нина Александровна, Трошин, Вячеслав Михайлович, Жуланов, Павел Александрович, Сливка, Иулиания Ивановна, Михеев, Александр Андреевич — за большой личный вклад в дело создания новых лесов, бережного использования природных ресурсов
13. Одинокова, Лидия Николаевна, Никишкин, Николай Яковлевич, Калинин, Евгений Александрович, Гаджиева, Сурейя Халил кызы, Гусев, Виктор Семёнович, Черныш, Нина Васильевна, Аксамитаускене, Валерия Мечислововна, Ауелбаева, Сабира Кисаевна, Миновалова, Нина Фёдоровна, Бякова, Людмила Степановна, Карпова, Татьяна Петровна, Сухова, Агита Михайловна — за большой личный вклад в дело увеличения выпуска и улучшения качества товаров народного потребления
14. Бессуднова, Фаина Васильевна, Чулкова, Анна Фёдоровна, Марушкина, Анастасия Акимовна, Конюхова, Галина Григорьевна, Бондаренко, Владимир Афанасьевич, Гаджиев, Садиман Валишир оглы, Акельева, Евдокия Ивановна, Лепешко, Валентина Тихоновна, Качесов, Дмитрий Никитович, Сусский, Владимир Николаевич, Волков Юрий Петрович — за большой личный вклад в дело увеличения выпуска и улучшения качества продуктов питания
15. Афонина, Галина Алексеевна, Бабушкин, Павел Александрович, Дворников, Юрий Сергеевич, Елохина, Маргарита Шакировна, Захаров, Юрий Илларионович, Исаков, Леонид Федосеевич, Калиева, Мария, Протасеня, Иван Семёнович, Толстых, Демьян Дмитриевич, Фомский, Валерий Владимирович, Юзбашиев, Сайловгельды — за большой личный вклад в дело увеличения выпуска и улучшения качества строительных материалов, экономии топливных, энергетических и других ресурсов
16. Аксёнов, Афанасий Степанович, Василенко, Владимир Григорьевич, Костебелова, Валентина Павловна, Максимов, Константин Александрович, Митчина, Екатерина Павловна, Тихонов, Александр Александрович, Якименко, Зинаида Тихоновна, Смирнов, Константин Александрович, Волошук, Пётр Арсеньевич, Жданович, Михаил Михайлович, Савинова, Валентина Никифоровна — за большой личный вклад в дело повышения эффективности использования техники, внедрения передового опыта в строительстве
17. Арутюнян, Лёва Нагапетович, Войтов, Николай Яковлевич, Воронин, Александр Егорович, Ефимцев, Виктор Сергеевич, Игутин, Валентин Павлович, Калинин, Юрий Иванович, Махамедходжаев, Кадыр Набиевич, Мерц, Яков Генрихович, Осипов, Владимир Леонидович, Савченко, Степан Тихонович, Скакунов, Николай Зиновьевич, Чекан, Валентин Иванович — за большой личный вклад в дело экономного расходования материалов, внедрения прогрессивных методов строительства
18. Бонк, Мария Ивановна, Винцковский, Михаил Алексеевич, Голынский, Владимир Михайлович, Гордутко, Иван Дмитриевич, Кучер, Орест Дмитриевич, Левчук, Евгений Антонович, Сидорова, Генриетта Петровна, Горнак, Василий Ильич, Маркелов, Иван Прохорович, Портнов, Александр Сергеевич, Трофимов, Николай Николаевич, Чепикова, Елена Константиновна — за большой личный вклад в дело повышения эффективности ж/д и автомобильного транспорта
19. Шереметьев, Георгий Павлович, Кузнецов, Борис Константинович, Пестрякова, Валентина Францевна, Шибаев, Юрий Фёдорович, Подтягин, Виктор Васильевич, Лаврентьев, Радий Евлогиевич, Дунаев, Валерий Валентинович, Конькова, Евгения Степановна, Власюк, Николай Еремеевич, Ващенко, Нина Павловна, Сергеенков, Олег Алексеевич — за большой личный вклад в дело повышения эффективности использования воздушного и водного транспорта
20. Кисляков, Михаил Иванович, Нетреба, Григорий Иванович, Батюшев, Василий Михайлович, Бородавка, Владимир Павлович, Явор, Григорий Петрович, Нурушев, Баянбек Беккожинович, Мирончук, Иван Сергеевич, Смыкалова, Валентина Ивановна, Гогочури, Владимир Цкипоевич, Думбляускас, Юлиус Адольфович, Толстопятова, Ия Карловна, Каэрпулду, Оскар-Александр Августович — за получение высоких и устойчивых урожаев зерновых и масличных культур на основе эффективного использования достижений науки, передовой практики и новых форм организации труда
21. Гулина, Эльвира Александровна, Каримова, Гульбике Галиевна, Анохина, Фаина Григорьевна, Шарлай, Владимир Никитович, Канева, Галина Георгиевна, Мулявко, Владимир Иванович, Павелко, Мария Алексеевна, Грибок, Зинаида Павловна, Сайдалиева, Саламат, Аябаева, Мария, Давид, Мавра Никоновна, Акматов, Таштанбек — за увеличение производства высококачественной продукции животноводства, применение прогрессивных технологий и повышение производительности труда
22. Пиляй, Елена Петровна, Перепелица, Степан Кондратьевич, Жерздева, Александра Васильевна, Пермякова, Любовь Александровна, Могиленец, Валентина Ивановна, Масич, Надежда Александровна, Савкова, Евдокия Андреевна, Бондаренко, Тамара Николаевна, Каримов, Салих, Алигавхаров, Абдасхон, Бабаев, Муса Али оглы, Алванджян, Ася Даниеловна — большой личный вклад в дело увеличения производства и улучшения качества переработки с/х продукции
23. Яковлев, Дмитрий Иннокентьевич, Харланов, Егор Иванович, Веденин, Николай Тимофеевич, Синячкин, Николай Алексеевич, Синячкин, Валентин Алексеевич, Сковпин, Владимир Иванович, Сердюк, Пётр Кириллович, Клышко, Николай Иванович, Синицкий, Иван Григорьевич, Куйбарь, Фёдор Дмитриевич, Исматов, Рахмат, Хемраев, Бяшим — за освоение и внедрение прогрессивных технологий, обеспечение устойчивого роста производства картофеля, сахарной свёклы, технических и других с/х культур
24. Гайдаев, Мерда Бакушевич, Качкин, Эльгард Александрович, Безбородов, Валерий Михайлович, Крючков, Николай Яковлевич, Солянин, Виктор Иванович, Кутуков, Николай Васильевич, Беликов, Владимир Иванович, Самойленко, Анатолий Михайлович, Бархатов, Анатолий Николаевич, Шаповал, Яков Ефимович, Тинатиев, Исмаил Ибрагим оглы, Мартиросян, Ашот Арменакович — за высокоэффективное использование техники, внедрение прогрессивных технологий и увеличение производства высококачественных кормов
25. Алешкевич, Александр Николаевич, Кутняшенко, Виктор Максимович, Соловьёв, Александр Николаевич, Агуреев, Илья Михайлович, Дубровских, Владимир Петрович, Колоколов, Николай Петрович, Незнайкин, Владимир Васильевич, Хонда, Василий Ефимович, Терещенко, Николай Петрович, Мацулевич, Владимир Фёдорович, Амиранашвили, Гиви Иосифович, Абасов, Владимир Акбарович — за высокую эффективность и качество работы при эксплуатации и ремонте с/х техники, в водохозяйственном и сельском строительстве

## 1983
1. Торопцев, Юрий Лаврентьевич, Крупина, Эльвира Александровна, Феттаев, Сейяр Асанович, Хорошилов, Николай Агафонович, Рисков, Фёдор Павлович, Голуб, Григорий Васильевич, Завадский, Вячеслав Анатольевич, Блащинский, Алексей Павлович, Пухлов, Леонид Васильевич, Потешенко, Зинаида Владимировна, Дроздов, Михаил Степанович — большой личный вклад в повышение эффективности энергетических ресурсов
2. Крылов, Фёдор Алексеевич, Костюнин, Демьян Евстигнеевич, Атанов, Александр Михайлович, Кузьмин, Александр Степанович, Серёгин, Иван Тимофеевич, Ахатов, Мубарак Шайхуллинович, Межевич, Николай Николаевич, Огонян, Акоп Вардкесович, Зыков, Павел Дмитриевич, Данно, Вячеслав Иванович, Николаев, Николай Иванович, Щербаков, Анатолий Иванович — за большой личный вклад в наращивание темпов добычи нефти и газа
3. Гераскин, Борис Петрович, Губенко, Виктория Ефимовна, Макогон, Владимир Петрович, Мороз, Николай Алексеевич, Панько, Владимир Александрович, Платонов, Анатолий Петрович, Полищук, Анатолий Алексеевич, Пономарёв, Валерий Алексеевич, Петрикин, Анатолий Алексеевич, Скроботов, Виктор Васильевич, Твердовский, Анатолий Александрович, Устинов, Виктор Романович — за большой личный вклад в наращивание темпов добычи угля
4. Иванов, Борис Григорьевич, Набиев, Яшар Вели оглы, Плахов, Виктор Иванович, Романова, Надежда Александровна, Солодовников, Юрий Андреевич, Громов Владимир Павлович, Лукьянчук, Мария Терентьевна, Мышонкова, Мая Кирилловна, Рыбак, Николай Петрович, Сбитнев, Анатолий Митрофанович, Ткаченко, Владимир Александрович — за большой личный вклад в повышение эффективности металлургического производства
5. Кундалевич, Ольга Петровна, Малахова, Галина Леонидовна, Шмелёва, Галина Фёдоровна, Свинарчук, Галина Васильевна, Соловьёв, Виктор Алексеевич, Уханов, Владимир Иванович, Дымочкин, Пётр Александрович, Зимина, Валентина Яковлевна, Тимофеев, Василий Иванович, Овчинникова, Тамара Васильевна, Лахарев, Виктор Алексеевич, Мусаев, Сабир Исмаил оглы — за большой личный вклад в дело экономии сырьевых ресурсов и улучшения качества выпускаемой продукции
6. Васильев, Александр Петрович, Пинквас, Владимир Иванович, Хуснутдинов, Фарахатдин Низамутдинович, Коробкин, Анатолий Фёдорович, Меркулова, Надежда Николаевна, Старостина, Фаина Петровна, Скорупич, Иосиф Петрович, Фаррахов, Юсуп Тимербаевич, Климова, Валентина Филипповна, Козлов, Леонид фёдорович, Хабаров, Василий Васильевич, Симонова, Раиса Михайловна — за большой личный вклад в повышение эффективности использования лесных ресурсов
7. Белкина, Валентина Ивановна, Киршин, Пётр Павлович, Марков, Юрий Алексеевич, Посконный, Владимир Иосифович, Степанов, Николай Александрович, Хатковская, Нина Ивановна, Кукин, Анатолий Васильевич, Глазунова, Валентина Ивановна, Сажнев, Алексей Дмитриевич, Сыздыков, Толеу Байгожинович, Колбасов, Иван Ильич, Ревенчук, Виктор Иванович — за большой личный вклад в повышение эффективности машиностроительного производства
8. Аносов, Пётр Алексеевич, Потапова, Римма Николаевна, Мелихова, Валентина Евстафьевна, Михайловский, Владимир Николаевич, Водяницкий, Валерий Леонидович, Гиматудинова, Раиса Сайди-Абраровна, Кирюшов, Алексей Васильевич, Чудный, Николай Тихонович, Карьков, Владимир Николаевич, Трищенко, Валентина Дмитриевна, Глушков, Александр Васильевич, Шингарёв, Борис Исламович — за большой личный вклад в дело внедрения бригадной формы организации и стимулирования труда
9. Колмыков, Василий Васильевич, Дегтярь, Анатолий Стефанович, Черепнина, Лидия Афанасьевна, Андреева Валентина Андреевна, Кащеева, Раиса Алексеевна, Скершканс, Язеп Александрович, Арбекова, Галина Дмитриевна, Сикоренко, Владимир Леонтьевич, Шерементьев, Анатолий Викторович, Измайлова, Нина Сергеевна, Ситникова, Людмила Алексеевна, Терпугова, Нина Александровна — за большой личный вклад в совершенствование техники и технологии производства
10. Антонов, Дмитрий Николаевич, Стёпина, Валентина Андреевна, Тимошенков, Николай Павлович, Тюрин, Иван Михайлович, Пономарёв Александр Николаевич, Кузнецов, Геннадий Антонович, Махлинский, Николай Николаевич, Воронова, Валентина Дмитриевна, Шуцкая, Нина Сафоновна, Павлов, Владимир Иванович, Шкуркин, Борис Константинович, Толок, Нина Владимировна — за большой личный вклад в изыскание и использование внутренних резервов производства
11. Авдошин, Владимир Георгиевич, Лопухин, Георгий Константинович, Авраменко, Леонид Григорьевич, Голышев, Владимир Константинович, Дроздович, Анатолий Казимирович, Шеломков, Юрий Николаевич, Игнатьев, Алексей Сергеевич, Лимаренко, Андрей Данилович, Перепич, Владимир Ильич, Скобин, Станислав Михайлович, Смирнов, Александр Иванович, Шаров, Виктор Сергеевич — за большой личный вклад в повышение эффективности ремонта техники и оборудования
12. Панина, Агафья Якимовна, Осокин, Борис Иванович, Филатова, Любовь Васильевна, Вершинина, Римма Алексеевна, Карпухин, Юрий Алексеевич, Седова, Надежда Ивановна, Козлов, Владимир Георгиевич, Алексеенко, Людмила Александровна, Чернявская, Елена Алексеевна, Груздев, Герман Павлович, Дарма, Лидия Ивановна, Азимов, Карим Мадаминович — за большой личный вклад в увеличение выпуска и улучшение качества товаров народного потребления
13. Камилов, Ибрагимджан, Вондрухов, Вальтер Степанович, Лазарева, Валентина Михайловна, Куклене, Станислава Станиславовна, Данилова, Анастасия Алексеевна, Виноградова, Евгения Фёдоровна, Палутинайте, Надежда Ионовна, Давудов, Давуд Джафар оглы, Мельникова, Валентина Николаевна, Хамидов, Мирзохамид, Волков, Леонид Иванович, Толстова, Галина Юрьевна — за большой личный вклад в дело повышения культуры и качества обслуживания населения
14. Бакуменко, Николай Фёдорович, Высоцкий, Владимир Николаевич, Ефимович, Николай Алексеевич, Коблов, Михаил Борисович, Коваль, Пётр Андреевич, Котляр, Иван Прокопьевич, Лозовский, Анатолий Александрович, Максутов, Кямиль Атаулович, Новрузов, Суджаят Мамиш оглы, Усенко, Юрий Михайлович, Соколов, Михаил Фёдорович, Троп, Петерис — за большой личный вклад в дело внедрения сквозного поточного бригадного подряда в строительстве
15. Алиева, Гаратель Беймамед кызы, Бадалбаев, Эргеш, Баровский, Пётр Леонович, Григорьева, Нина Гурьевна, Прокофьев, Степан Максимович, Седина, Анастасия Ивановна, Страхов, Леонид Яковлевич, Фролова, Антонина Петровна, Холостякова, Александра Ильинична, Шопанаев, Кайырлы Аменович, Зияев, Рахим — за большой личный вклад в повышение эффективности строительных работ
16. Долгих, Николай Галимарданович, Кармилевич, Ольга Николаевна, Кукушкина, Татьяна Сергеевна, Новгородцев, Николай Дмитриевич, Перцев, Владимир Иванович, Покровская, Вера Васильевна, Шахнов, Валентин Сергеевич, Зайцев, Николай Васильевич, Антидзе, Сергей Петрович, Мищенко, Валерий Тимофеевич, Громов, Анатолий Константинович, Казакова, Антонина Тимофеевна — за большой личный вклад в дело внедрения прогрессивных форм организации труда
17. Абдулаев, Сабибула, Бесчастнов, Алексей Михайлович, Зейналов, Мирза Мамед оглы, Канин, Василий Иванович, Писягина, Нина Михайловна, Бабенков, Владимир Васильевич, Колегова, Валентина Гавриловна, Корж, Валерий Степанович, Кривопуск, Владимир Иванович, Патлай, Ольга Николаевна, Соболевский, Фёдор Иванович, Хатимуллин, Ибрагим Вагареевич — за большой личный вклад в повышение эффективности использования автомобильного и ж/д транспорта
18. Прокудин, Владимир Александрович, Михайлов, Иван Николаевич, Горохова, Людмила Ивановна, Будылёва, Ольга Клавдиевна, Поднебесная, Галина Фёдоровна, Гусев, Владимир Викторович, Шитов, Владимир Леонтьевич, Салолеева, Галина Николаевна, Соколов, Леонид Иванович, Кравцов, Владимир Гаврилович, Ильин, Игорь Константинович — за большой личный вклад в повышение эффективности использования авиационного и водного транспорта и рыболовных судов
19. Савчук, Николай Петрович, Стаканов, Валерий Алексеевич, Антошин, Иван Павлович, Филатов, Виктор Михайлович, Белоногов, Евгений Александрович, Кузнецов Иван Васильевич, Кузнецов Василий Дмитриевич, Новиков, Владимир Петрович, Салата, Александр Николаевич, Голов, Вениамин Иванович, Полубоярцева, Галина Ивановна, Парфёнова, Фаина Ивановна — за большой личный вклад в улучшение обслуживания с/х производства
20. Сулимин, Фёдор Пантелеевич, Шапошников, Анатолий Мефодьевич, Карлов, Иван Ефимович, Бугенбаев, Кенжибай Зайтонович, Четверикова, Любовь Дмитриевна, Гульбинович, Стефания Константиновна, Холджонов, Хилват, Мартиросян, Владимир Оганесович, Ёлкина, Валентина Васильевна, Бала, Василий Михайлович, Дронова, Лидия Егоровна — за большой личный вклад в дело увеличения производства и улучшения качества с/х продукции
21. Баштовой, Пётр Алексеевич, Колесник, Анатолий Николаевич, Лебедев, Валерий Филиппович, Бочкарёв, Фёдор Иванович, Лемешко, Николай Семёнович, Панасенко, Алексей Петрович, Лешневский, Эрнст Егорович, Колбасников, Александр Никифорович, Сулейменов, Абад, Пантеленко, Николай Григорьевич, Музапарова, Рахима, Греков, Андрей Фёдорович — за творческую инициативу и активность, получение высоких и устойчивых урожаев зерновых культур на основе внедрения прогрессивных технологий, эффективного использования достижений науки и передового опыта
22. Будаева, Дулмажап Доржитаровна, Пуленов, Магомед Пуленович, Васильева, Пелагея Ивановна, Мальцева, Галина Михайловна, Капранова, Мария Николаевна, Шорохова, Валентина Ильинична, Нагиба, Зинаида Васильевна, Кисилица, Анна Дмитриевна, Журавлёва, Мария Антоновна, Лягуцкая, Вера Романовна, Заблоцкая, Елена Кирилловна, Мундуспаева, Джергал — за увеличение производства высококачественной продукции животноводства на основе эффективного использования достижений науки, передовой практики и новых форм организации труда
23. Харченко, Михаил Иванович, Марченко, Валентин Васильевич, Сидоров, Василий Иванович, Жиленков, Николай Дмитриевич, Бакун, Роман Антонович, Бегимкулова, Мамлакат Маматалиевна, Бабаджанов, Раимбай, Кобалия, Карло Александрович, Бабаева, Ханум Хангусейн кызы, Спила, Игнат Эдуардович, Халиков, Ахмаджон, Какаджиков, Чары — за обеспечение устойчивого роста производства картофеля, сахарной свёклы, овощных, технических и других с/х культур, применение прогрессивных технологий и повышение производительности труда
24. Князев, Иван Фёдорович, Мизякова, Елена Ивановна, Кругликов, Сергей Александрович, Шеремет, Виктор Савельевич, Кузнецов, Николай Алексеевич, Кодесников, Анатолий Васильевич, Москаленко, Андрей Михайлович, Халилов, Камол, Шостакас, Владас Александрович, Данилеску, Дмитрий Дмитриевич, Мхоян, Беглар Месропович, Линнасмяги, Алексей Георгиевич — за освоение и внедрение прогрессивных технологий, высокоэффективное использование техники и увеличение производства высококачественных кормов
25. Пантелеева, Пелагея Ивановна, Желонкин, Александр Петрович, Лепёха, Иван Михайлович, Дерюгин, Александр Фёдорович, Саттарова, Хамида Валиулловна, Костюк, Леонтий Фёдорович, Силич, Николай Степанович, Рахимкулов, Машраф, Юсупов, Аситхан Абибуллаевич, Рудзитис, Илмарс Жанович, Каримов, Баен, Цибульский, Владимир Владимирович — за высокую эффективность и качество работы при эксплуатации и ремонте с/х техники, в водохозяйственном и сельском строительстве

## 1984
1. Процышин, Станислав Михайлович, Ермошин, Иван Михайлович, Воронина, Мария Кирилловна, Брынза, Лидия Ивановна, Калашян, Павел Арутюнович, Левашко, Валентин Иванович, Прощенков, Олег Иванович, Аристов, Николай Иванович, Лебедев, Юрий Викторович, Аксёнов, Иван Афанасьевич, Елесина, Лидия Максимовна, Ерофеев, Сергей Николаевич — за большой личный вклад в изыскание и использование резервов роста производства и повышения его эффективности.
2. Васильев Владимир Андреевич, Разова, Фарида Мугалимовна, Лапков, Сергей Степанович, Сидорейко, Василий Ларионович, Сахнов, Валерий Александрович, Огийко, Владимир Кузьмич, Кузнецов, Сергей Викторович, Лях, Пётр Семёнович, Мамедов, Адиль Давуд оглы, Волков, Евгений Логинович, Ракитин, Алексей Сергеевич, Тимохин, Владимир Борисович — за большой личный вклад в увеличение добычи нефти и газа
3. Абрамов, Геннадий Ефимович, Антонов Владимир Иванович, Бобров, Олег Борисович, Дубинец, Виктор Григорьевич, Ерёмин, Геннадий Григорьевич, Королёв, Андрей Алексеевич, Косарев, Евгений Афанасьевич, Куликова, Альвина Александровна, Лапай, Виктор Иванович, Нестеров, Василий Исакович, Сергеев, Николай Фёдорович — за большой личный вклад в увеличение добычи угля.
4. Абдураманов, Аманали, Баранец, Виктор Иванович, Куприянов, Александр Кириллович, Рамазян, Фрунзе Ишханович, Суворова, Анна Сергеевна, Заварихина, Алевтина Александровна, Карпов Владимир Александрович, Кривохижа, Александр Александрович, Межов, Николай Семёнович, Носатенко, Владимир Антонович, Чеграхчи, Александр Антонович, Швелидзе, Сулико Еристоевич — за большой личный вклад в повышение производительности работы металлургического и горнодобывающего оборудования
5. Козырь, Татьяна Николаевна, Гневашев, Леонид Николаевич, Балтачев, Насыр Бадринович, Евдокимов, Михаил Иванович, Зимирёва, Тамара Николаевна, Дрожжинов, Анатолий Петрович, Миразизова, Мавлюда Джураевна, Брынских, Александра Ивановна, Месхия, Тристан Какоевич, Микрюков, Василий Калинович, Зорина, Нина Ивановна, Сивицкая, Анна Иосифовна — за большой личный вклад в улучшение использования лесных ресурсов
6. Зоголь, Александр Юрьевич, Куликова, Валентина Ивановна, Соболь, Николай Александрович, Колташев, Владимир Сергеевич, Челноков, Николай Егорович, Бортник, Анна Сергеевна, Медведев, Алексей Васильевич, Плеве, Евгений Васильевич, Романенко, Иван Григорьевич, Фролов, Иван Михайлович, Ильюк, Василий Павлович, Жапаров, Барктабас — за большой личный вклад в повышение качества, надёжности и долговечности выпускаемых автомобилей, тракторов и с/х техники.
7. Колесник, Вера Михайловна, Матюхина, Тамара Фёдоровна, Батищев, Павел Ильич, Киреенко, Владимир Емельянович, Комов, Павел Иванович, Чемихин, Анатолий Федотович, Чигирёв, Александр Николаевич, Щербатюк, Татьяна Харитоновна, Глебов, Евгений Павлович, Смольянинова, Тамара Михайловна, Шертвитис, Валентинас Повилас, Щеглов, Геннадий Алексеевич — за большой личный вклад в совершенствование выпускаемой техники, внедрение прогрессивных технологических процессов.
8. Кротов, Юрий Васильевич, Салаватуллин, Габдулла Салаватуллович, Строков, Вячеслав Васильевич, Суворова, Валентина Михайловна, Михайлов, Анатолий Сергеевич, Рыжов, Евгений Павлович, Добрицкая, Нина Михайловна, Дмитриева, Галина Ивановна, Пономарёв, Николай Александрович, Громыко, Владимир Николаевич, Маевская, Галина Павловна, Самсоненко, Виталий Николаевич — за большой личный вклад в создание современных машин и приборов.
9. Настин, Борис Михайлович, Тайнов, Николай Фёдорович, Гулек, Зинаида Васильевна, Бальзамов, Виктор Алексеевич, Польских, Раиса Кузьмовна, Новик, Владимир Николаевич, Цыба, Анатолий Павлович, Павич, Григорий Тимофеевич, Диденко, Владимир Федотович, Дарьянов, Владимир Александрович, Золотарский, Николай Иванович, Каретников, Валентин Анатольевич — за большой личный вклад в разработку и внедрение высокопроизводительных методов работы.
10. Герасимчук, Владимир Иосифович, Зленко, Нина Григорьевна, Козлова, Нина Геннадьевна, Горячкин, Владимир Николаевич, Саламатов, Аркадий Александрович, Линников Валерий Петрович, Блинова, Валентина Александровна, Долгова, Вера Николаевна, Мороз, Евгений Филиппович, Якименко, Анастасия Никитовна, Серова, Галина Павловна, Архипов, Виктор Иванович — за большой личный вклад в повышение эффективности использования технологического оборудования.
11. Алексеева, Фаина Дмитриевна, Белов, Михаил Сергеевич, Венедчук, Анатолий Афанасьевич, Гладун, Антон Иванович, Горин, Алексей Семёнович, Зайченко, Евгений Анатольевич, Кокорин, Владимир Владимирович, Матюшонок, Иван Болеславович, Огурцов, Вячеслав Михайлович, Сенников, Виктор Александрович, Темченко, Леонид Сергеевич, Царенков, Василий Дмитриевич — за большой личный вклад в улучшение качества ремонта техники и оборудования.
12. Лбова, Римма Яковлевна, Бондарева, Августа Васильевна, Беляева, Валентина Алексеевна, Леонович, Тамара Михайловна, Журавлёва, Валентина Фёдоровна, Павлова, Валентина Александровна, Соколова, Раида Фёдоровна, Фадеева, Нина Александровна, Дуксумбаева, Раиса Калиевна, Лория, Нуну Бичикоевна, Ивановская, Галина Васильевна, Клейнсепп, Линда Эдуардовна — за большой личный вклад в увеличение выпуска, улучшение качества, снижение себестоимости товаров народного потребления.
13. Гарнова, Анна Ивановна, Чередниченко, Сергей Иванович, Простатин, Михаил Иванович, Малькова, Евгения Кирилловна, Сергеева, Валентина Кузьминична, Шепель, Любовь Фёдоровна, Банникова, Зинаида Ивановна, Хазбатова, Светлана Назгатовна, Кузьмин, Виктор Иванович, Мяркис, Даугирдас-Стяпонас Ионович, Хлопкова, Галина Васильевна, Очитков, Виктор Иванович — за большой личный вклад в повышение качества обслуживания населения.
14. Богданов, Владимир Николаевич, Лапин, Александр Павлович, Меньшаков, Николай Александрович, Разбоев, Николай Гаврилович, Родина, Нина Никитична, Соколова, Нина Викторовна, Мирошниченко, Иван Филиппович, Магеррамов, Касым Халыгверди оглы, Мыльцев, Алексей Борисович, Аристова-Литвак, Нина Андреевна, Кравченко, Геннадий Андреевич, Родионова, Галина Николаевна — за большой личный вклад в досрочное освоение новой техники и внедрение прогрессивных методов организации труда.
15. Байджаев, Байрам, Григорьева, Нина Петровна, Иванов, Анатолий Михайлович, Кияшко, Григорий Николаевич, Кострица, Нина Фёдоровна, Кругляк, Владимир Терентьевич, Орса, Фёдор Николаевич, Стуликов, Фёдор Фёдорович, Ульянов, Николай Александрович, Шагашвили, Зураб Шалвович, Шитов, Семён Константинович — за досрочный ввод в действие объектов, большой личный вклад в улучшение качества строительных работ.
16. Бодров, Николай Максимович, Витковский, Леонид Иванович, Воробьёв, Николай Петрович, Даничкин, Геннадий Михайлович, Домбровская, Елизавета Марияновна, Кирель, Сергей Владимирович, Колчанов, Виктор Андреевич, Косилов, Владимир Тимофеевич, Кузнецов, Михаил Михайлович, Платонов, Виктор Дмитриевич, Сподобаев, Иван Демьянович, Ярошевич, Иван Михайлович — за большой личный вклад в экономное расходование сырья, материалов и топливно-энергетических ресурсов.
17. Галанова, Раиса Абрамовна, Казанская, Александра Валентиновна, Кузнецов, Валентин Николаевич, Плотникова, Валентина Петровна, Процан, Николай Дмитриевич, Шевелёв, Иван Григорьевич, Ямщиков, Владимир Фёдорович, Одинокий, Виталий Владимирович, Мамедов, Дмитрий Бахманович, Зинченко, Татьяна Георгиевна, Перепада, Владимир Юрьевич, Рябкин, Николай Фёдорович — за большой личный вклад в высокоэффективное использование авиационного и ж/д транспорта и рыболовных судов.
18. Грызлова, Нина Александровна, Мурашов, Алексей Анатольевич, Раудис, Альгимантас Ионович, Савельев, Василий Сергеевич, Фёдоров, Николай Тимофеевич, Хрол, Василий Иванович, Гуреев, Алексей Григорьевич, Баранников, Александр Николаевич, Серикова, Раиса Антоновна, Залога, Анатолий Гордеевич, Демидов, Александр Вениаминович, Верещага, Валентина Фёдоровна — за большой личный вклад в высокоэффективное использование автомобильного и водного транспорта.
19. Щедров, Михаил Алексеевич, Важенин, Евгений Николаевич, Оголенко, Василий Иванович, Ковалик, Юрий Васильевич, Грыцив, Евгений Михайлович, Попов Алексей Николаевич, Беляев, Юрий Георгиевич, Певцова, Любовь Александровна, Лось, Зинаида Михайловна, Луговской, Леонид Андреевич, Голик, Александр Николаевич, Матрёнин, Николай Дмитриевич — за большой личный вклад в увеличение выпуска и экономное использование химической и нефтехимической продукции.
20. Зятьков, Александр Игнатьевич, Карандашов, Энвер Абдульменович, Скородумова, Мария Архиповна, Сушко, Яков Александрович, Байков, Григорий Александрович, Николадзе, Ламара Михайловна, Гасанова, Касира Наджафали кызы, Разумова, Вероника Ионовна, Брувере, Венеранда Донатовна, Теймуров, Наги Ислам оглы, Бусуек, Фёдор Васильевич, Богушева, Надежда Васильевна — за большой личный вклад в увеличение производства, снижение себестоимости и улучшение качества с/х продукции.
21. Гутов, Хамидби Хамидович, Тазиев, Фаиз Салахутдинович, Киселёв, Иван Никитович, Маясов, Вениамин Александрович, Криворогов, Николай Стефанович, Пеца, Анна Дмитриевна, Кишеня, Матвей Григорьевич, Дуримбетов, Кадиримбет, Овчаренко, Тимофей Кириллович, Бужгулашвили, Джемал Владимирович, Марикян, Володя Суренович — за творческую инициативу и активность, получение высоких и устойчивых урожаев зерновых культур, применение прогрессивных технологий и повышение производительности труда.
22. Капитонова, Фёкла Сергеевна, Голубева, Мария Архиповна, Морозова, Татьяна Афанасьевна, Яструбинский, Степан Степанович, Остапчук, Мария Петровна, Курс, Лидия Ивановна, Иосько, Ираида Константиновна, Назаров, Немат, Сейлаханов, Сейдигали, Курманов, Сартай, Джаббаров, Джаббар Алескер оглы, Романовская, Аста Хансовна — за увеличение производства высококачественной продукции животноводства на основе эффективного использования достижений науки и передового опыта.
23. Акбердин, Назмитдин Салахитдинович, Минненбаев, Фарит Нурмиевич, Гераскевич, Николай Петрович, Кулинич, Вячеслав Леонтьевич, Гуртовой, Григорий Антонович, Гурина, Анна Ивановна, Стародуб, Евгений Гаврилович, Гнедаш, Филимон Сергеевич, Козик, Фёдор Антонович, Сафаров, Ахмад, Маллаев, Салим, Бабаев, Керим — за обеспечение устойчивого роста производства сахарной свёклы, картофеля, овощных, технических и других с/х культур на основе внедрения прогрессивных технологий и повышения производительности труда.
24. Гущенков, Валентин Петрович, Ломинога, Владимир Михайлович, Бочаров, Николай Николаевич, Кажаев, Юрий Васильевич, Бунин, Николай Лаврентьевич, Зинчук, Богдан Ильич, Решетко, Михаил Кузьмич, Гячяускене, Она Оновна, Дедь, Владимир Григорьевич, Саргелис, Вилнис Язепович, Эшматов, Суюмбай, Максумова, Лилия Сапарниязовна — за увеличение производства высококачественных кормов, освоение и внедрение прогрессивных технологий и высокоэффективное использование техники.
25. Александров Василий Иванович, Аслагареев, Галий Бахметович, Ермаков, Виктор Васильевич, Иванькин, Валерий Иванович, Кузнецов Николай Николаевич, Загорулько, Николай Максимович, Каминский, Эдуард Антонович, Григонис, Витаутас Пятрович, Куртинайтис, Пятрас Антанович, Джаборов, Махмад, Петросян, Амаяк Петросович, Харичкин, Александр Петрович — за высокую эффективность и качество работы при эксплуатации и ремонте с/х техники, в с/х строительстве.

## 1985
1. Бердов, Николай Петрович, Козачинский, Николай Степанович, Анашкина, Ольга Николаевна, Тюнина, Валентина Антоновна, Чурилов, Владимир Иванович, Павлов, Иван Иванович, Пластинина, Валентина Григорьевна, Пузанова, Екатерина Ивановна, Янсикене, Бруно Аугустович, Коровкин, Николай Васильевич, Уткин, Михаил Сергеевич, Шарафутдинов, Урал Ахатович — за большой личный вклад в повышение эффективности использования энергетических ресурсов
2. Косачёв, Василий Семёнович, Пичкур, Иван Лукич, Фасхиев, Талгат Бадрутдинович, Фёклов, Иван Григорьевич, Самончик, Николай Михайлович, Кочкин, Владимир Павлович, Иванова, Зинаида Семёновна, Ага Дадаш, Кербалай оглы, Зюзин, Николай Андреевич, Азарян, Нерсес Николаевич, Колесинский, Николай Павлович, Хабиров, Камиль Шаймуллинович — за большой личный вклад в наращивание темпов добычи нефти и газа
3. Вегнер, Матвей Степанович, Галиаскаров, Махмут Сабирович, Зеленков, Анатолий Васильевич, Каминский, Виктор Николаевич, Клявин, Анатолий Аугустович, Комиссаров, Сергей Николаевич, Мукомел, Алексей Александрович, Муханова, Ирина Иннокентьевна, Пухкалов, Олег Андреевич, Руднев, Николай Ильич, Фабер, Иван Иванович, Шаров, Иван Кузьмич — за большой личный вклад в наращивание темпов добычи угля
4. Балдина, Екатерина Владимировна, Дёмин, Валерий Павлович, Ефимов, Сергей Сергеевич, Иофис, Геннадий Михайлович, Потапенко, Николай Макарович, Рябец, Юрий Фёдорович, Тюш, Николай Семёнович, Быков, Валерий Леонидович, Галабдиев, Какимбек, Томилова, Раиса Ивановна, Шумейко, Виктор Иванович — за большой личный вклад в повышение эффективности металлургического производства
5. Шипко, Алексей Иванович, Власенкова, Татьяна Викторовна, Ивашин, Геннадий Павлович, Ермаченко, Юрий Николаевич, Комачёва, Лидия Серафимовна, Евлашкин, Алексей Петрович, Гузей, Василий Илларионович, Степыкина, Вера Александровна, Наумов Николай Александрович, Бабушкин, Владимир Емельянович, Ярмолович, Мария Васильевна, Щербий, Мирослав Иосифович — за большой личный вклад в повышение эффективности использования лесных ресурсов
6. Говоровский, Станислав Иванович, Груздев, Виктор Александрович, Иванов Борис Григорьевич, Крячко, Николай Николаевич, Мингазов, Акрам Амирович, Фирсов, Анатолий Николаевич, Гаврилов, Виктор Олегович, Долгопят, Владимир Фёдорович, Мельник Юрий Фёдорович, Пчельникова, Галина Дмитриевна, Белодед, Юрий Андреевич, Болокан, Елена Константиновна — за большой личный вклад в увеличение производства и повышение качества выпускаемых автомобилей, тракторов и другой с/х техники
7. Мохов, Анатолий Васильевич, Стариков, Геннадий Фёдорович, Карнюшин, Сергей Иванович, Плешаков, Валерий Сергеевич, Тарасенко, Татьяна Яковлевна, Мандрыка, Алексей Петрович, Веретенникова, Валентина Тимофеевна, Рожков, Анатолий Афанасьевич, Цимоха, Пётр Григорьевич, Жабин, Алексей Алексеевич, Сидорова, Мария Дмитриевна, Якубенко, Виктор Сергеевич — за большой личный вклад в повышение качества и долговечности выпускаемых машин и механизмов
8. Матюшина, Елена Николаевна, Устименко, Анатолий Серафимович, Луцанов, Геннадий Васильевич, Москалёв, Михаил Николаевич, Чучко, Галина Ивановна, Афонин, Джон Иванович, Грищук, Андрей Григорьевич, Синицына, Антонина Николаевна, Демичев, Владимир Ефремович, Мамонова, Любовь Никитична, Кащеев, Анатолий Николаевич — за большой личный вклад в повышение надёжности выпускаемого технологического оборудования
9. Старовойтов, Леонид Игнатьевич, Дуфниц, Эрнест Людвигович, Осипавичюс, Альгирдас Болеславович, Цыганова, Раиса Васильевна, Бабенко, Людмила Александровна, Котов, Николай Антонович, Рашкин, Борис Никитович, Степеничева, Антонина Григорьевна, Бусилко, Анатолий Николаевич, Полякова, Тамара Николаевна, Антипова, Надежда Климовна — за большой личный вклад в повышение качества создаваемых современных машин и приборов
10. Белков, Алексей Иванович, Неймане, Анна Херонимовна, Сушко, Ольга Степановна, Фёдорова, Валентина Константиновна, Дрозд, Анатолий Яковлевич, Мазур, Анатолий Иванович, Кузнецова, Екатерина Ивановна, Молоков, Сергей Николаевич, Смирнов, Яков Васильевич, Иванникова, Надежда Павловна, Мкртчян, Валентина Николаевна — за большой личный вклад в совершенствование техники и технологии производства
11. Мужчина, Николай Иванович, Барышников, Сергей Григорьевич, Никулова, Надежда Павловна, Дробина, Альбина Александровна, Гаркун, Анатолий Иванович, Третьяк, Владимир Александрович, Орунбаев, Хидир, Снурницын, Николай Кузьмич, Юдинских, Василий Григорьевич, Шагова, Надежда Демьяновна, Ефимова, Татьяна Алексеевна — за большой личный вклад в совершенствование организации производства
12. Жила, Иван Михайлович, Литвиненко Владимир Стефанович, Лучко, Михаил Яковлевич, Матросова, Любовь Сергеевна, Ойнус, Эрри Августович, Орлик, Пётр Петрович, Остапов, Анатолий Андрианович, Троицкий, Анатолий Флорентьевич, Монмарь, Владимир Иванович, Халиулин, Вагис Хафизович, Чеботарёва, Тамара Кузьминична, Швец, Виктор Иванович — за большой личный вклад в повышение качества ремонта техники и оборудования
13. Бурдейный, Александр Дмитриевич, Ионова, Любовь Макаровна, Гусихина, Нелли Анатольевна, Пелевин, Олег Леонидович, Шарова, Лариса Васильевна, Сергеенко, Виктор Васильевич, Саженюк, Валентина Николаевна, Изетова, Зиада, Давидович, Раиса Григорьевна, Шабонкина, Нина Константиновна, Баласанян, Аркадий Ашотович, Лешинскене, Янина Прановна — за большой личный вклад в увеличение выпуска и улучшение качества товаров народного потребления
14. Тамбиев, Абула-Керим Халинович, Свиридонова, Анна Стефановна, Романова, Любовь Алексеевна, Полынько, Виктор Ефимович, Дрожжин, Анатолий Исаевич, Крисунова, Вероника Яновна, Хейнасте, Вильма Иоханнесовна, Доценко, Александра Алексеевна, Дзявун, Илья Иванович, Хващёва, Галина Михайловна — за большой личный вклад в улучшение качества обслуживания населения
15. Кудряшова, Валентина Николаевна, Осотова, Ангелина Андреевна, Салденов, Жумабай Жунусбаевич, Северин, Иван Григорьевич, Смирнова, Людмила Сергеевна, Сулимов, Юрий Степанович, Хаджиев, Шамсуды, Халилов, Нуру Нифтали оглы, Хлудеев, Виктор Васильевич, Цветкова, Тамара Фёдоровна, Шаповалова, Варвара Васильевна, Шацков, Александр Иванович — за большой личный вклад в повышение эффективности и качества строительства жилых домов и объектов социально-бытового назначения
16. Вагина, Екатерина Петровна, Веселова, Валентина Максимовна, Горшков, Сергей Алексеевич, Давыдов, Василий Михайлович, Кистанова, Эмилия Адамовна, Лоснухин, Николай Александрович, Мандрыка, Евгений Яковлевич, Петижев, Назир Шамсудинович, Подовалова, Нина Ивановна, Рябцовский, Владимир Георгиевич, Саркисян, Погос Казарович, Суходоев, Александр Анатольевич — за большой личный вклад в повышение эффективности строительства и производства строительных материалов, снижение расходов материальных и топливно-энергетических ресурсов
17. Воложинский, Леонид Францевич, Дамм, Яков Яковлевич, Корж, Андрей Сергеевич, Костенко, Виктор Трофимович, Параничев, Юрий Александрович, Петровский, Казимир Люцианович, Домнич, Валентина Гавриловна, Животков, Геннадий Григорьевич, Камышин, Александр Валерьевич, Никонов, Михаил Аркадьевич, Выборнов, Борис Иванович — за большой личный вклад в сверхплановое повышение производительности труда и снижение себестоимости производства
18. Акальмаз, Анатолий Михайлович, Алкенов, Демисин Бекбулатович, Богаревская, Анастасия Ивановна, Зарщикова, Галина Семёновна, Кирюхин, Дмитрий Владимирович, Шкультецкий, Роман Вячеславович, Чуркин, Сергей Филиппович, Коваленков, Валерий Алексеевич, Вяхирев, Владимир Петрович, Бабинцева, Тамара Ивановна, Коробков, Виталий Алексеевич — за большой личный вклад в повышение эффективности использования ж/д и воздушного транспорта
19. Козловский, Владимир Петрович, Орлова, Антонина Александровна, Платонов, Николай Семёнович, Руденко, Леонид Иванович, Соловьёв Анатолий Васильевич, Юнусов, Анатолий Усманович, Колобов, Александр Павлович, Зубенко, Николай Георгиевич, Паринкина, Зинаида Васильевна, Кобелев, Борис Михайлович, Багаев, Александр Никифорович, Кравец, Лариса Александровна — за большой личный вклад в повышение эффективности использования автомобильного и водного транспорта
20. Волох, Николай Антонович, Галузинский, Валентин Алексеевич, Рыбаков, Николай Андреевич, Романчук, Екатерина Семёновна, Филаретова, Зоя Павловна, Деменко, Иван Константинович, Молдасанов, Жолсеит, Вазнонене, Марите Йоновна, Гасанов, Гормет Нохбала оглы, Сафиян, Мария Тимофеевна, Буханько, Лина Николаевна, Онофрей, Клавдия Дмитриевна — за большой личный вклад в увеличение производства и повышение качества переработки с/х продукции
21. Редькина, Светлана Ивановна, Афанасьев, Николай Сергеевич, Горелов, Владимир Васильевич, Шпоренко, Николай Иванович, Дёгтев, Иван Иванович, Свичкарь, Владимир Андреевич, Николаенко, Анатолий Фёдорович, Есенбаев, Куралдык Курабаевич, Кожауов, Жанбырбай, Мартинайтис, Эмилис Юргевич, Михайловский, Владимир Дмитриевич, Бернавскис, Янис Робертович — за творческую инициативу и активность, получение высоких и устойчивых урожаев зерновых и кормовых культур, повышение производительности труда и снижение себестоимости продукции на основе широкого внедрения прогрессивности технологий
22. Ибинаев, Шабан Ибинаевич, Кижигозин, Николай Иванович, Сухарь, Вера Ивановна, Васильева, Галина Ивановна, Медведева, Антонина Андреевна, Асина Валентина Ивановна, Волобоев, Николай Иванович, Кондратюк, Александра Филипповна, Данилин, Анатолий Владимирович, Турдымуратов, Айтбай, Слепко, Надежда Васильевна, Жапышев, Рысбай — за увеличение производства высококачественной продукции животноводства на основе эффективного использования достижений науки, передовой практики и новых форм организации труда
23. Журавлёв, Николай Африканович, Мягкоступов, Алексей Иванович, Петухов, Леонид Яковлевич, Юрченко, Анатолий Сергеевич, Якушев, Иван Миронович, Хафизов, Саври, Камалов, Ахмаджон, Варадашвили, Алексей Колаевич Ахмедов, Ахмед Дадаш оглы, Варданян, Вардан Арутюнович, Аннасейидов, Мовлам — за обеспечение устойчивого роста производства сахарной свёклы, картофеля, хлопка, овощных и других с/х культур, повышение производительности труда и снижение себестоимости продукции на основе внедрения индустриальных технологий
24. Егоров, Владимир Илларионович, Таланов, Геннадий Николаевич, Халипов, Геннадий Андреевич, Ткачёв, Николай Кириллович, Андрущенко, Виталий Николаевич, Чередниченко, Александр Нестерович, Лабзюк, Жорж Григорьевич, Андрухович, Василий Васильевич, Сидоренко, Иван Фёдорович, Шакиров, Сативой, Набиев, Сангихмад, Хейнсаар, Арво Хугоевич — за высокоэффективное использование с/х техники и проведение агрономических работ
25. Бугасов, Виктор Андреевич, Гавеев, Владимир Миронович, Кондрашёв, Борис Петрович, Поздняков, Николай Сергеевич, Стажкова, Александра Андреевна, Торшин, Иван Николаевич, Холин, Михаил Сергеевич, Берёза, Михаил Карпович, Кушнир, Алексей Фёдорович, Лоренц, Иван Адольфович, Абдуллаев, Мамед Аббас оглы, Черчел, Владимир Андреевич — за высокую эффективность и качество работы при эксплуатации и ремонте с/х техники, в водохозяйственном и сельском строительстве

## 1986
1. Васильев, Николай Павлович, Поволоцкий, Виктор Петрович, Растепин, Александр Иванович, Ратий, Елизавета Семёновна, Варнаков, Валерий Николаевич, Зотов, Александр Васильевич, Князева, Надежда Николаевна, Калыков, Касымбек, Козин, Константин Михайлович, Тришин, Павел Кузьмич, Усова, Вера Ивановна — за большой личный вклад в наращивание энергетического потенциала на базе внедрения новой техники
2. Густов, Виталий Владимирович, Кадимова, Акжан, Фурштатов, Леонид Никифорович, Латыпов, Ахат Фасхутдинович, Гаускнехт, Юрий Геннадьевич, Бережная, Нина Павловна, Бондарь, Владимир Андреевич, Катанаев, Виктор Александрович, Емельяненко, Александр Арсеньевич, Можаров, Владимир Николаевич, Рочев, Евгений Желялович — за большой личный вклад в увеличение добычи нефти и газа
3. Вовченко, Николай Александрович, Кожемякин, Анатолий Иванович, Козлов, Анатолий Петрович, Крюков, Геннадий Васильевич, Манекин, Иван Фёдорович, Мартын, Александр Богданович, Печёнкин, Григорий Борисович, Проценко, Евдокия Алексеевна, Плювака, Владимир Алексеевич, Терешонок, Владимир Фёдорович, Шитов, Юрий Семёнович — за большой личный вклад в увеличение добычи угля
4. Колесников, Валерий Макарович, Кравец, Дмитрий Иванович, Логинова, Тамара Александровна, Никульский, Николай Фёдорович, Полион, Владимир Николаевич, Сергеев, Александр Алексеевич, Стадников, Владимир Иванович, Алексеева, Людмила Лаврентьевна, Дружкова, Алевтина Николаевна, Пирогов, Леонид Григорьевич, Семёнов, Борис Николаевич, Яровой, Александр Александрович — за большой личный вклад в интенсификацию металлургического производства
5. Бондарчук, Святослав Николаевич, Ваганов, Виктор Маркович, Кривченко, Виталий Андреевич, Сверкунов, Геннадий Васильевич, Ефанова, Прасковья Михайловна, Назаренко, Иван Иванович, Самарина, Мария Анисимовна, Землянова, Маргарита Николаевна, Шульга, Николай Владимирович, Ефремова, Любовь Ивановна, Игнатов, Егор Александрович, Старикова, Татьяна Павловна — за большой личный вклад в улучшение использования лесосырьевых ресурсов
6. Бузулуцкий, Леонид Владимирович, Грушевский, Виктор Иванович, Карандашова, Антонина Ивановна, Мавлетшина, Эдиба Закиевна, Миронов, Евгений Васильевич, Петров, Вячеслав Петрович, Бархатов, Анатолий Максимович, Которобай, Иван Захарьевич, Крогертас, Юозас, Харитонова, Вера Марковна, Пылкова, Галина Петровна, Иовик, Анатолий Владимирович — за большой личный вклад в техническое перевооружение производства
7. Бовздаренко, Анатолий Григорьевич, Гойдина, Нина Константиновна, Журавлёв, Виктор Владимирович, Скударь, Александр Владимирович, Григорьев, Владимир Иванович, Петрова, Тамара Александровна, Сунцов, Леонид Васильевич, Колосов, Виктор Алексеевич, Александров, Борис Юрьевич, Пушкарь, Светлана Павловна, Лебедева, Людмила Афанасьевна, Петраш, Станислав Викентьевич — за большой личный вклад в повышение надёжности и технического уровня выпускаемых машин и механизмов
8. Власов, Александр Александрович, Ощепкова, Раиса Дмитриевна, Шишкин, Николай Михайлович, Гончарук, Павел Емельянович, Карпова, Вера Павловна, Мальцев Николай Николаевич, Прокопова, Надежда Андреевна, Устинов, Лев Иванович, Тихонов, Николай Николаевич, Прокоп, Тамара Николаевна, Селиверстова, Людмила Мечиславовна — за большой личный вклад в повышение качества и надёжности выпускаемого технологического оборудования
9. Милашевский, Руслан Владимирович, Ильин, Виталий Семёнович, Чаплыгин, Станислав Николаевич, Колесник, Василий Иванович, Савенене, Леонтина-Кристина Альфонсовна, Харламова, Антонина Евгеньевна, Истомина, Нила Никитична, Качулис, Виктор Фомич, Чепурнова, Антонина Ивановна, Колесов, Алексей Николаевич, Микулишина, Нина Яковлевна, Прохоров Юрий Николаевич — за большой личный вклад в повышение качества и надёжности выпускаемых средств связи и бытовых приборов
10. Полуэктова, Людмила Николаевна, Ларионов, Олег Михайлович, Митряшкина, Полина Сидоровна, Сапунова, Антонина Фёдоровна, Усольцев, Виктор Иванович, Еремеев, Константин Александрович, Линючев, Борис Николаевич, Кислицын, Николай Семёнович, Солдецкая, Надежда Ивановна, Питюнова, Алла Ивановна, Старовойтова, Лидия Ивановна, Худяков, Степан Арсанофьевич — за большой личный вклад в повышение эффективности работы оборудования, совершенствование технологии производства
11. Титов, Виктор Фёдорович, Тырыкин, Пётр Яковлевич, Блинникова, Валентина Афанасьевна, Поскочин, Александр Фёдорович, Бардаков, Михаил Гаврилович, Гончаров, Валентин Константинович, Василенко, Николай Васильевич, Когаль, Галина Владимировна, Кандала, Валентина Власовна, Черненко, Борис Николаевич, Дехтярь, Любовь Григорьевна, Спрога, Бируте Антоновна — за большой личный вклад в досрочное освоение новой техники, совершенствование организации труда
12. Бохенчук, Владимир Иванович, Жирнов, Олег Степанович, Ковров, Виктор Васильевич, Капусто, Михаил Фёдорович, Макаров, Клавдий Алексеевич, Качурин, Эдуард Васильевич, Старх, Василий Яковлевич, Крылов, Валентин Константинович, Рынин, Виктор Николаевич, Орлов, Василий Васильевич, Смешко, Владимир Фёдорович, Стрюков, Иван Дмитриевич — за большой личный вклад в повышение качества ремонта техники и оборудования
13. Рогачёва, Дарья Прокофьевна, Щербакова, Нина Николаевна, Акишина, Светлана Ивановна, Барабошкин, Николай Дмитриевич, Сухорослов, Леонид Афанасьевич, Пожарова, Елена Владимировна, Лунёва, Евдокия Андреевна, Масюкевич, Иосиф Семёнович, Джебраилова, Нурия Узеир кызы, Тюрина, Мария Александровна, Куватова, Чемен, Софронова, Надежда Константиновна — за большой личный вклад в увеличение производства высококачественных товаров народного потребления
14. Гордюк, Елена Яковлевна, Коваль, Анатолий Гаврилович, Уждавините, Ирена Ионовна, Морозов, Михаил Константинович, Куранова, Любовь Лукьяновна, Коваленко, Александр Кондратьевич, Чирков, Валерий Семёнович, Шатохина, Елена Леоновна, Полянский, Лев Алексеевич, Меркулов, Николай Фёдорович, Жигас, Станисловас Пятрович, Харченко, Тамара Ефимовна — за большой личный вклад в повышение качества обслуживания населения
15. Долобанько, Анатолий Фёдорович, Жиряков, Геннадий Петрович, Коваленко, Николай Николаевич, Митин, Владимир Семёнович, Навтиков, Эдуард Леонович, Несмин, Александр Иванович, Николаева, Валентина Григорьевна, Плохих, Николай Максимович, Потапова, Антонина Викторовна, Саар, Вяйно Александрович, Турутин, Виктор Петрович, Широпаев, Сергей Егорович — за большой личный вклад в повышение качества строительных работ, досрочный ввод в эксплуатацию объектов производственного и социально-культурного назначения
16. Бельцов, Пётр Александрович, Ерофеев, Анатолий Васильевич, Кучерявых, Нина Александровна, Ладутько, Галина Алексеевна, Максимов Николай Александрович, Николаев, Михаил Александрович, Тупица, Феодосий Григорьевич, Романенко, Владимир Ильич, Русяев, Валерий Васильевич, Рыбаков, Николай Григорьевич, Склюев, Виктор Ефимович, Федоренко, Виктор Демьянович — за большой личный вклад в совершенствование организации труда в строительстве и производстве строительных материалов
17. Гринберг, Гунар Михайлович, Верещагин, Гелий Павлович, Идаятов, Дадаш Курбат оглы, Касымов, Азизходжа, Ребёнок, Николай Григорьевич, Смирнова, Зинаида Ивановна, Яськов, Лев Максимович, Гасанов, Гасан Ахад оглы, Казазян, Насет Бабкенович, Пивоварчук, Леонид Иосифович, Рысев, Евгений Васильевич, Уралов, Файзулла — за большой личный вклад в изыскание и использование внутренних резервов строительного производства
18. Дейкун, Нонна Ивановна, Демчук, Анатолий Никифорович, Зинчук, Борис Алексеевич, Козлов, Анатолий Евтихович, Семиряжко, Анатолий Петрович, Старицына, Любовь Александровна, Субботин, Виктор Григорьевич, Соков, Вячеслав Александрович, Поздеев, Валерий Николаевич, Астапова, Тамара Васильевна, Петрова, Маргарита Николаевна — за большой личный вклад в повышение эффективности работы ж/д и воздушного транспорта
19. Захарова, Екатерина Ивановна, Зикранов, Николай Павлович, Лихачёв, Александр Васильевич, Серебрянский, Андрей Андреевич, Таливанов, Леонид Макарович, Хардиков, Николай Алексеевич, Якименко, Михаил Михайлович, Размятов, Евгений Петрович, Данукалова, Аэлита Дмитриевна, Жижелев, Виктор Терентьевич, Ларионов, Пётр Михайлович, Кузнецова, Анна Ивановна — за большой личный вклад в повышение эффективности работы автомобильного и водного транспорта
20. Шакирьянов, Маганави Шакирьянович, Зимулько, Александр Николаевич, Батраченко, Василий Алексеевич, Рубликов, Иван Георгиевич, Стафеева, Галина Ивановна, Шиба, Вячеслав Леонтьевич, Пилипенко, Николай Иванович, Баранецкий, Пётр Карлович, Дереча, Лидия Николаевна, Турдыкулов, Тагай, Моруз, Георгий Ильич, Каримов, Давлат — за творческую инициативу и активность, получение высоких и устойчивых урожаев зерновых культур на основе широкого внедрения интенсивных технологий
21. Василенко, Альвина Яковлевна, Кобзарь, Николай Дмитриевич, Шкира, Василий Иванович, Медведь, Надежда Макаровна, Татчук, Леонид Никифорович, Семещенко, Софья Николаевна, Ардабаев, Абдукарим, Керимов, Азизага Гюльгасан оглы — за обеспечение устойчивого роста производства сахарной свёклы, хлопка, льна, овощных и других с/х культур, повышение производительности труда и снижение себестоимости продукции на основе внедрения интенсивных технологий
22. Ботт, Фёдор Фёдорович, Лаврентьев, Анатолий Константинович, Мокшин, Анатолий Алексеевич, Локосов, Николай Фёдорович, Соколов Николай Васильевич, Сумин, Валентин Михайлович, Сутягин, Сергей Петрович, Федосевич, Генрих Адольфович, Ратькович, Владимир Васильевич, Кенесбаева, Казиза Кожановна, Балаев, Николай Александрович, Лухт, Аксел Юлиусович — за получение высоких и устойчивых урожаев кормовых культур и высокоэффективное использование с/х техники
23. Ревазова, Светлана Александровна, Ляпин, Владимир Алексеевич, Побочина, Александра Алексеевна, Карпунина, Галина Ивановна, Филатова, Екатерина Григорьевна, Савчук, Мирослава Ивановна, Ралов, Шарип, Ибраев, Батан, Карчаидзе, Кетеван Багратовна, Вайвадене, Ангеле-Марийоне Костовна, Денисова, Велте Екабовна, Кылжыров, Мина — за увеличение производства высококачественной продукции животноводства на основе эффективного использования достижений науки, передовой практики, коллективного подряда и других прогрессивных форм организации труда
24. Перепелица, Иван Васильевич, Ткаченко, Павел Васильевич, Хажироков, Асарби Хаталович, Крапивин, Леонтий Карпович, Степаненко, Ульяна Михайловна, Антропова, Валентина Александровна, Калмыков, Алексей Николаевич, Слободчиков, Александр Иванович, Бут, Николай Иванович, Харебава, Вахтанг Шалвович, Расманис, Гунарс Павлович — за большой личный вклад в повышение эффективности производства и качества работы
25. Исламов, Рашит Сахипкамалович, Цветкова, Александра Макаровна, Яковлев Михаил Павлович, Свидерский, Евгений Иосифович, Антоненко, Иван Васильевич, Меликузиев, Азам, Кабанова, Нилия Карповна, Фаттаев, Аскерали Нариман оглы, Рустамов, Рустам Таги оглы, Грамаускене, Оне Александровна, Осадчук, Семён Ефимович, Бектурсунова, Анипа Бектурсуновна — за большой личный вклад в увеличение производства и повышение качества продукции

## 1987
1. Галактионов, Владимир Васильевич, Колонистова, Зоя Ивановна, Калатай, Виктор Петрович, Калмыков, Виктор Васильевич, Лямин, Леонид Иванович, Мхитарян, Норик Вагаршакович, Касьяненко, Николай Фёдорович, Сиволапова, Людмила Николаевна, Огшуков, Мыратгельды, Семкин, Борис Петрович, Ханбек, Василий Михайлович, Гильмутдинов, Ринат Гареевич — за большой личный вклад в ускорение технического перевооружения энергетических предприятий
2. Сафонов, Игорь Анатольевич, Густов, Виталий Павлович, Агарков, Алексей Григорьевич, Ляпин, Владимир Викторович, Найпак, Владимир Павлович, Востриков, Павел Александрович, Чарыназов, Гулназар, Олейников, Василий Павлович, Галлямов, Риф Амирович, Мальковская, Вера Михайловна, Паршинов, Василий Николаевич — за большой личный вклад в увеличение добычи нефти и газа
3. Войцеховский, Виталий Николаевич, Возный, Владимир Михайлович, Гончаров, Александр Ефимович, Елагин, Владимир Викторович, Новгородцев, Анатолий Васильевич, Парфёнов, Юрий Петрович, Темнорусов, Николай Васильевич, Филёв, Иван Тихонович, Фишер, Артур Александрович, Фомин, Виктор Кириллович, Шапарский, Владимир Сергеевич — за большой личный вклад в увеличение добычи угля
4. Бойчук, Владимир Леонидович, Иванов, Виталий Александрович, Крамарь, Татьяна Степановна, Пьянков, Павел Павлович, Харкин, Николай Иванович, Зюляев, Анатолий Александрович, Колмаков, Александр Иванович, Селюнина, Александра Кузьминична, Соколов, Владимир Дмитриевич, Черевко, Анатолий Анатольевич — за большой личный вклад в интенсификацию металлургического производства
5. Долгушев, Владимир Григорьевич, Подорский, Леонид Петрович, Складчиков, Анатолий Сергеевич, Ханнанов, Дамир Хабирович, Шаталин, Владимир Алексеевич, Манукян, Аветик Аветикович, Мишарин, Анатолий Михайлович, Козловская, Ольга Романовна, Савин, Анатолий Алексеевич, Давыдова, Нина Федотовна, Лазоренко, Екатерина Григорьевна, Пастухов, Алексей Гаврилович — за большой личный вклад в улучшение использования лесосырьевых ресурсов
6. Кравцов, Вячеслав Алексеевич, Кудрявцев, Александр Григорьевич, Паснак, Мирослав Дмитриевич, Швагурцев, Сергей Васильевич, Аграфенин, Геннадий Михайлович, Евтеева, Екатерина Сергеевна, Смык, Николай Михайлович, Мацокин, Владимир Иванович, Шиманова, Людмила Семёновна, Шайдуров, Валерий Георгиевич, Шахов, Евгений Николаевич — за большой личный вклад в совершенствование техники и технологии производства
7. Ерис, Светлана Фёдоровна, Тразанов, Николай Андреевич, Попченко, Николай Фёдорович, Балакирева, Тамара Фёдоровна, Сементьева, Валентина Никифоровна, Баталов, Юрий Антонович, Богатырёва, Генриэтта Дмитриевна, Воробьёв, Валерий Михайлович, Колонтаев, Эдуард Всеволодович, Заварина, Анна Константиновна, Рыжиков, Иван Кузьмич, Удовин, Иван Иванович — за большой личный вклад в повышение технического уровня машин и механизмов
8. Горохов, Валентин Лаврентьевич, Каткова, Валентина Ивановна, Оганесян, Юрик Манукович, Полятыкина, Надежда Петровна, Капусткин, Евгений Михайлович, Ларькова, Ольга Евстафьевна, Ляхевич, Галина Степановна, Петренко, Юрий Васильевич, Татаренко, Ольга Петровна, Сомок, Василий Григорьевич, Колосов, Александр Иванович, Сухоруков Алексей Яковлевич — за большой личный вклад в техническое перевооружение производства
9. Воронцова, Валентина Романовна, Гребенников, Виктор Яковлевич, Заморенов, Александр Петрович, Кузьмин Анатолий Александрович, Лазерко, Николай Адамович, Осинин, Юрий Петрович, Дюсов, Леонид Леонович, Левин, Александр Александрович, Морозов, Алексей Тимофеевич, Циповяз, Ольга Петровна, Пашковский, Виталий Петрович, Жуков, Николай Петрович — за большой личный вклад в повышение технического уровня автомобилей, тракторов и другой с/х техники
10. Петухов, Анатолий Григорьевич, Углев, Владимир Иванович, Кондратьев, Алексей Алексеевич, Борткевич, Владимир Павлович, Долгов, Алексей Николаевич, Лешкова, Инна Григорьевна, Дасько, Надежда Ивановна, Кудрявцев Леонид Викторович, Луговой, Александр Николаевич, Кузнецов, Виктор Алексеевич, Ибрагимов, Явар Азиз оглы, Каралене, Анеле Винцовна — за большой личный вклад в повышение технического уровня средств связи, приборов и бытовой техники
11. Бахвалов, Евгений Яковлевич, Исаков, Виктор Михайлович, Завьялов, Александр Васильевич, Иванов Николай Иванович, Русинов, Николай Николаевич, Юренков, Александр Данилович, Крючков, Павел Алексеевич, Синюков, Александр Иванович, Шаптала, Валентин Михайлович, Паранин, Василий Васильевич, Пулин, Олег Васильевич, Слепых, Алексей Егорович — за большой личный вклад в повышение качества ремонта техники и оборудования
12. Борисов, Владимир Гаврилович, Габель, Альберт Эдуардович, Демидович, Нина Алексеевна, Иваненко, Михаил Михайлович, Король, Владимир Антонович, Кузенёва, Лидия Васильевна, Кукуев, Виктор Алексеевич, Кучкаров, Нематилло Худайбердиевич, Ланг, Эльвира Христиановна, Пантюхов, Владимир Фёдорович, Сергеева, Тамара Михайловна, Степанян, Сосик Апетнакович — за большой личный вклад в повышение сроков строительства объектов социальной сферы
13. Бояринов, Владимир Васильевич, Верещагин, Владимир Васильевич, Ганапиев, Габибулах Магадович, Зиновьев, Василий Тимофеевич, Орлов, Анатолий Константинович, Паулаускас, Казимерас Феликсович, Стасенко, Валерий Васильевич, Рыбаков, Владимир Арсеньевич, Шмидт, Валентин Александрович, Чабан, Надежда Романовна, Шурыгин, Александр Алексеевич, Коваль, Борис Иванович — за большой личный вклад в повышение качества жилищно-гражданского строительства и строительных материалов
14. Володичев, Виктор Васильевич, Гапоненко, Михаил Адамович, Мельникова, Раиса Ильинична, Болмосов, Иван Андреевич, Жиров, Леонид Николаевич, Башев, Владимир Иванович, Толмачёв, Александр Емельянович, Ашуров, Кимсанбой, Иванов, Леонид Николаевич, Лемешев, Андрей Иванович, Новиков Николай Иванович, Шапоренко, Виктор Яковлевич — за большой личный вклад в изыскание и использование резервов строительного производства
15. Долгих, Тамара Максимовна, Данилевская, Валентина Алексеевна, Лещенко, Николай Иванович, Рязанов, Леонид Иванович, Филатова, Нина Иосифовна, Яремчук, Михаил Борисович, Абрамишвили, Гиви Ясонович, Лаздиньш, Вилис Петрович, Митрофанов, Дмитрий Константинович, Симонавичене, Марийоне Стасевна, Царегородцев, Валерий Яковлевич, Чупров, Владимир Алексеевич — за большой личный вклад в повышение эффективности работы автомобильного и ж/д транспорта
16. Подгорный, Александр Матвеевич, Копыльцов, Сергей Владиславович, Шашилкин, Иван Сергеевич, Коршунов, Юрий Алексеевич, Чепов, Николай Игнатьевич, Ижока, Владимир Акимович, Смирнова, Нина Васильевна, Бурдейный, Георгий Николаевич, Сакунов, Владимир Николаевич, Крылов, Виктор Павлович — за большой личный вклад в повышение эффективности работы воздушного и водного транспорта и рыболовных судов
17. Молотилов, Геннадий Афанасьевич, Зяблов, Владимир Константинович, Полунин, Александр Алексеевич, Улыбина, Раиса Григорьевна, Шаповалова, Зоя Гавриловна, Загородняя, Надежда Петровна, Колосова, Надежда Егоровна, Цаковская, Валентина Ивановна, Коломиец, Галина Петровна, Стульпинене, Зинаида Антановна, Подервинская, Лония Антоновна, Эшбаева, Советкан — за большой личный вклад в увеличение производства высококачественных товаров народного потребления
18. Голубев, Виктор Иванович, Кудрявцева, Татьяна Владимировна, Реброва, Любовь Андреевна, Бязырова, Валентина Тимофеевна, Иржавцева, Вера Павловна, Баркова, Светлана Петровна, Сукач, Валентина Ивановна, Фатрахманова, Дайма, Корж, София Иосифовна, Микуленене, Эугения Антановна, Богословский, Николай Михайлович, Цыганова, Татьяна Яковлевна — за большой личный вклад в повышение эффективности и качества работы
19. Култышева, Ритта Алексеевна, Гаспарян, Гоарик Григорьевна, Курчатова, Галина Васильевна, Гулуашвили, Гурам Алексеевич, Хватова, Татьяна Васильевна, Куксе, Ивете Альбертовна, Максимова, Валентина Сергеевна, Музыченко, Станислав Васильевич, Пачкория, Жужуна Ивановна, Чупыгина, Бронислава Язеповна, Дердей, Галина Александровна, Томасс, Янис Александрович — за большой личный вклад в расширение видов и повышение качества обслуживания населения
20. Старцев, Виталий Леонидович, Вустин, Виктор Георгиевич, Громов, Виктор Алексеевич, Радыгина, Евгения Дмитриевна, Вершинин, Иван Сергеевич, Биккулов, Ильдус Аюпович, Дронова, Раиса Владимировна, Кукушкина, Аля Алексеевна, Мамедов, Фиридун Арыз оглы, Филиппов, Александр Филиппович, Псышанице, Василий Власович, Чеснулявичюс, Йонас Йонович — за большой личный вклад в улучшение использования сырья, машин и оборудования
21. Маиров, Хасанби Исуфович, Васильева, Ольга Михайловна, Барсуков, Николай Денисович, Топорков, Анатолий Васильевич, Дранцов, Александр Иванович, Пастухов, Александр Егорович, Шаповаленко, Пётр Иванович, Гох, Галина Михайловна, Букато, Николай Петрович, Тогызбаев, Абикен, Акдавлетов, Амангельды Бикешевич, Музыка, Василий Игнатьевич — за большой личный вклад в получение высоких и устойчивых урожаев зерновых и кормовых культур, внедрение интенсивных технологий их возделывания
22. Минюк, Ольга Ивановна, Гололобов, Александр Павлович, Хомицкий, Сергей Гордеевич, Ярмолич, Мария Ивановна, Солохненко, Виталий Григорьевич, Баходиров, Абдуллахон, Эшанкулов, Азимкул Маматкулович, Русалиев, Мансур, Цвижба, Юрий Сиварнович, Калтаева, Муслимат Гейбуллах кызы, Рахматов, Балажон, Яров, Гельдимурад — за большой личный вклад в получение высоких устойчивых урожаев с/х культур, внедрение интенсивных технологий их возделывания
23. Иргит, Вячеслав Комбуевич, Борцова, Нина Ивановна, Лецкина, Валентина Геннадьевна, Нкудинова, Евгения Петровна, Еремеев, Юрий Васильевич, Бандурко, Наталья Анатольевна, Шабинский, Леонид Захарович, Курневич, Михаил Андреевич, Гасине, Евгения Андреевна, Коодокова, Дамира Оморовна, Рулль, Майя Аугустовна — за увеличение производства высококачественной продукции животноводства на основе эффективного использования достижений науки, передовой практики и прогрессивных форм организации труда
24. Трушкова, Екатерина Георгиевна, Талашина, Галина Андреевна, Качесова, Тамара Максимовна, Лунёв, Александр Васильевич, Агеева, Зинаида Григорьевна, Мовчан, Любовь Пименовна, Федотова, Нина Тимофеевна, Гельм, Нина Григорьевна, Саденов, Амангельды, Ибрагимов, Гасан Новрузали оглы, Влас, Иван Георгиевич — за большой личный вклад в увеличение производства и повышение качества животноводческой продукции
25. Лобанов, Анатолий Николаевич, Трушин, Владимир Иванович, Шеремет, Пётр Степанович, Резник, Василий Васильевич, Гарч, Фёдор Георгиевич, Икрамов, Миршариф, Стунджене, Янине Ионовна, Голосуй, Антон Язепович, Борисенко, Пётр Антонович, Бойматов, Сатор Каримович, Хачатрян, Ольга Сисаковна, Месиле, Хиллар Феликсович — за большой личный вклад в повышение эффективности агропромышленного производства

## 1988
1. Алексеев, Анатолий Тимофеевич, Вшивцев, Анатолий Владимирович, Карбанов, Николай Антонович, Кашкин, Владимир Петрович, Колесников, Виктор Александрович, Парамзин, Василий Егорович, Петрухин, Сергей Алексеевич, Пилипчук, Василий Андреевич, Садырин, Юрий Иванович, Цапиш, Владимир Петрович, Шевченко, Виктор Иванович, Якимец, Валентин Никифорович — за большой личный вклад в увеличение добычи угля, ускорение роста продуктивности труда и экономию ресурсов
2. Шакирзянов, Наиль Магсумзянович, Кузахмедов, Рафаиль Хайрубинович, Чернов, Пётр Георгиевич, Помогайбин, Сергей Григорьевич, Гринив, Богдан Игнатьевич, Лебедев, Павел Абрамович, Гиматудинов, Ринат Файрушевич, Шклярский, Евгений Семёнович, Лазарев, Александр Фёдорович, Завьялова, Валентина Петровна, Киндратенко, Иван Васильевич, Писенко, Вадим Петрович — за большой личный вклад в увеличение добычи нефти и газа
3. Агафонов, Борис Алексеевич, Бабенко, Валентина Ивановна, Гиль, Павел Евстафьевич, Доброходский, Николай Николаевич, Петров, Фёдор Анатольевич, Поликарпов, Анатолий Иванович, Ягмур, Александр Дмитриевич, Акилов, Фарит Яныбаевич, Баран, Иван Павлович, Исраелян, Овнан Атанесович, Каргаполов, Владимир Петрович, Красовский, Юрий Николаевич — за активное участие в техническом творчестве, большой личный вклад в увеличение производства и повышение качества металлопродукции
4. Дерябин, Николай Анатольевич, Филин, Виктор Николаевич, Меновщиков, Анатолий Иосифович, Курдюков, Виталий Григорьевич, Тищенко, Николай Петрович, Беликова, Прасковья Яковлевна, Колесникович, Виктор Иванович, Лукин, Николай Леонидович, Задорожный, Владимир Андреевич, Чяпонене, Аделе Юргевна, Проньо, Любовь Егоровна, Галиев, Хатип Фатихович — за большой личный вклад в улучшение использования лесных ресурсов
5. Дубровин Александр Иванович, Лебедев, Константин Павлович, Макеев, Борис Григорьевич, Пальшин, Геннадий Григорьевич, Пивоваров, Геннадий Павлович, Тищенко, Николай Васильевич, Голубев, Николай Павлович, Пустовит, Виталий Тимофеевич, Филимонов, Юрий Иванович, Губа, Алексей Иванович, Кеслер, Виталий Александрович, Сосин, Александр Николаевич — за большой личный вклад в повышение технического уровня выпускаемых машин и механизмов
6. Вирбицкас, Альгирдас-Леонардас Повилович, Гоганов, Владимир Николаевич, Ермолаев, Владимир Васильевич, Ерошкин, Анатолий Алексеевич, Зубович, Эдуард Казимирович, Подстрижень, Александр Фёдорович, Высоцкий, Валентин Михайлович, Кожин, Виктор Иванович, Крашнев, Евгений Фёдорович, Хархан, Галина Анатольевна, Цырульников, Владимир Иванович, Яценко, Николай Петрович — за большой личный вклад в повышение технического уровня выпускаемых автомобилей, тракторов и с/х техники
7. Пулина, Мария Георгиевна, Михалец, Лидия Павловна, Бекрих, Владимир Людвигович, Ляшенко, Николай Иванович, Кононов, Виктор Аврамович, Лихошерстов, Александр Дмитриевич, Лоза, Иван Владимирович, Кузнецов, Адольф Васильевич, Копылова, Нина Серафимовна, Дирванс, Пётр Язепович, Аваев, Борис Иванович — за большой личный вклад в повышение технического уровня выпускаемых станков и оборудования
8. Дружинин, Анатолий Андреевич, Миловатский, Евгений Васильевич, Шевчук, Василий Ефимович, Вербицкая, Софья Иосифовна, Каунова, Ираида Николаевна, Колбешкин, Алексей Ефимович, Близникас, Альгирдас Людвикович, Лупандин, Сергей Владимирович, Пугачёв, Владимир Иосифович, Лучинский, Виталий Фёдорович, Пужливый, Анатолий Васильевич — за большой личный вклад в повышение технического уровня средств связи и приборов
9. Веремеев, Александр Фёдорович, Жаворонков, Юрий Сергеевич, Уткина, Мария Ивановна, Ермолаев, Анатолий Сергеевич, Антонова, Надежда Павловна, Гагарина, Ольга Анатольевна, Коновалов, Геннадий Николаевич, Пехов, Александр Павлович, Чукарева, Раиса Павловна, Пьянков, Егор Николаевич, Сиротин, Владимир Фёдорович, Долматов, Анатолий Иванович — за большой личный вклад улучшение качества машиностроительной продукции
10. Булава, Наталья Михайловна, Нюкша, Константин Иванович, Сулакадзе, Сергей Александрович, Яковлев, Анатолий Васильевич, Апатров, Валерий Геннадьевич, Рогов Иван Васильевич, Клейзе, Йонас-Повилас Андревич, Подсевалов, Юрий Николаевич, Ромашов, Александр Георгиевич, Рыбак, Борис Валентинович — за большой личный вклад в совершенствование техники и технологии производства
11. Адамчук, Николай Лаврович, Деймунд, Юрий Иванович, Дубовик, Иван Степанович, Елисеев, Николай Георгиевич, Жаринов, Павел Михайлович, Идиатулин, Ильдар Борисович, Камышова, Татьяна Ивановна, Марсакова, Валентина Дмитриевна, Новик, Ольга Григорьевна, Опарин, Николай Иванович, Поддубский, Михаил Наумович, Серова, Елизавета Ивановна — за большой личный вклад в развитие коллективного подряда и внутрипроизводственного хозрасчёта в строительстве
12. Алирзаев, Алирза Мустафа оглы, Бекьян, Тамара Алексеевна, Бочкарёв, Владимир Сергеевич, Жалимас, Пятрас Болеславович, Крывуля, Вера Игнатьевна, Молодцов, Иван Алексеевич, Мордвинов, Анатолий Александрович, Орлова, Валентина Григорьевна, Росляков, Владимир Иванович, Фролов, Алексей Кириллович, Ханевич, Александр Алексеевич — за большой личный вклад в решение жилищной проблемы на основе наращивания производственных мощностей домостроения и стеновых материалов
13. Захарчук, Иван Денисович, Маас, Вильгельм Фридрихович, Томская, Зинаида Иннокентьевна, Верхоланцев, Пётр Ефимович, Прусова, Александра Ивановна, Малярчук, Андрей Никанорович, Бакановский, Валентин Сергеевич, Боев, Иван Родионович, Лысок, Леонид Михайлович, Макеев, Павел Петрович, Шкипур, Бронислав Станиславович — за большой личный вклад в изыскание и использование резервов экономии сырья, материалов и топливно-энергетических ресурсов
14. Гурьянова, Галина Михайловна, Ерденова, Нагима Хатимовна, Игнатенко, Николай Иванович, Лобовкин, Рем Вениаминович, Матвеев, Виктор Алексеевич, Шкаруба, Зинаида Григорьевна, Беляшов, Геннадий Кириллович, Герусов, Александр Александрович, Ливицкий, Виталий Владимирович, Патиенов, Владимир Фёдорович, Терехов Александр Михайлович — за большой личный вклад в повышение эффективности работы автомобильного и ж/д транспорта
15. Вакуров, Юрий Николаевич, Дешёвых, Анатолий Михайлович, Хоменко, Николай Максимович, Хамитов, Пётр Васильевич, Калягин, Аркадий Иванович, Строгий, Николай Андреевич, Зданавичюс, Альгирдас-Ионас Миколович, Антонов, Сергей Иванович, Архипов, Николай Сергеевич, Чуб, Анатолий Михайлович, Кондратьева, Людмила Николаевна — за большой личный вклад в повышение эффективности работы воздушного и водного транспорта и рыболовных судов
16. Бокарев, Александр Сергеевич, Старовойтов, Александр Александрович, Загрин, Александр Михайлович, Кананыхин, Михаил Константинович, Манеркина, Светлана Николаевна, Нехорош, Иван Михайлович, Иванов, Виктор Игнатьевич, Коврыга, Владимир Кириллович, Лопатин, Филипп Макарович, Сяськин, Александр Родионович,[2] Тихонов, Валерий Иванович, Шишебаров, Александр Васильевич — за высокую эффективность и качество работы при ремонте техники и оборудования
17. Воробьёва, Надежда Викторовна, Догадов, Николай Дмитриевич, Кулькова, Вера Евгеньевна, Яичкова, Татьяна Михайловна, Митина, Зинаида Ивановна, Пуговкин, Герман Степанович, Сажинова, Тамара Петровна, Парчевская, Елена Михайловна, Гулидова, Тамара Савельевна, Ахмедова, Кимсанхон, Зариня, Херта Вильевна, Алумаре, Элийна Альбертовна — за большой личный вклад в увеличение выпуска и коренное улучшение качества товаров народного потребления
18. Иванова, Елена Кириковна, Карене, Паулина Криступовна, Киселёв Александр Александрович, Курилова, Зоя Васильевна, Чесалкина, Вера Петровна, Даньковская, Геновайте Ионовна, Маковий, Василий Васильевич, Шерматов, Базарбай, Абдуллин, Фанил Исмагилович, Осмонов, Эрнис Мухиддинович, Мурзина, Татьяна Никандровна — за большой личный вклад в расширение услуг и повышение качества обслуживания населения
19. Свирко, Владимир Маркович, Черникова, Анна Алексеевна, Коч, Ефимия Прокопьевна, Гришко, Анна Николаевна, Дёмина, Анна Степановна, Королёв, Юрий Григорьевич, Потапова, Евгения Николаевна, Федецова, Мария Леонидовна, Бабичене, Янина Казимировна, Самородова, Нелли Сергеевна, Белагина, Валентина Васильевна — за большой личный вклад в разработку и внедрение передовых методов организации труда и производства
20. Пальченок, Алексей Александровна, Крот, Екатерина Васильевна, Грачёв, Александр Константинович, Данчевский, Игорь Иванович, Табачков, Алексей Романович, Гришин, Михаил Никитович, Курцова, Антонина Ивановна, Тригуб, Андрей Акимович, Корнев, Александр Степанович, Бучма, Фёдор Кириллович, Казарян, Сурен Липаритович — за большой личный вклад в изыскание и использование внутренних резервов производства
21. Печенин, Николай Александрович, Андросов, Василий Константинович, Миннегулов, Миннеосрар Гаянович, Волков, Иван Ильич, Кулябин, Венедикт Степанович, Фомин, Аркадий Григорьевич, Коринецкий, Пётр Владимирович, Кагарлыкский, Степан Федотович, Черных, Григорий Васильевич, Миронюк, Иван Григорьевич, Абильпеисов, Турлубек Абильпеисович — за получение высоких и устойчивых урожаев зерновых и кормовых культур, внедрение интенсивных технологий их возделывания
22. Арзамаскин, Николай Григорьевич, Кожухов, Владимир Иванович, Кожухов, Леонид Иванович, Пулатов, Николай Петрович, Новицка, Мария Ивановна, Забуга, Зиновий Михайлович, Шумский, Арсений Александрович, Кудратов, Тошпулот, Ходжамуратов, Ташбай, Соколов, Владимир Тихонович, Салманов, Самид Исабала оглы, Нуруллаева, Шафига Ибад кызы — за большой личный вклад в увеличение производства и переработки продукции растениеводства на основе широкого применения прогрессивных форм организации труда
23. Сундуев, Дашинима Буодиевич, Корнеева, Таисия Васильевна, Филиппов, Михаил Петрович, Нагорная, Нина Григорьевна, Ионова, Валентина Михайловна, Мулярчук, Ольга Алексеевна, Лазорская, Вера Николаевна, Черногалова, Валентина Михайловна, Кусаинов, Жума, Циклаури, Нина Владимировна, Римкувене, Дануте Казимеровна, Клычдурдыев, Тойдурды — за большой личный вклад в увеличение производства и повышение качества животноводческой продукции
24. Дмитриева, Нина Васильевна, Федотова, Агрофена Владимировна, Ларченкова, Александра Дорофеевна, Медведева, Татьяна Павловна, Романова, Людмила Константиновна, Шевчук, Валентина Степановна, Самосюк, Валентина Яковлевна, Яроцкая, Лариса Васильевна, Попе, Фёдор Емельянович, Мугаревич, Марис Андреевич, Тильк, Найма-Йоханна Михкелевна — за большой личный вклад в повышение продуктивности коров, снижение себестоимости молока на основе эффективного использования науки и передовой практики
25. Артемьева, Людмила Павловна, Чуйко, Николай Кузьмич, Крайнова, Любовь Николаевна, Менщикова, Павла Маркеловна, Самойлин, Николай Павлович, Житникова, Раиса Васильевна, Прокопчук, Надежда Петровна, Деревориз, Евгений Степанович, Хатамов, Халдар, Марченко, Анастасия Алексеевна, Правдзинскас, Чесловас Пятрович, Мелехов, Иван Дмитриевич — за большой личный вклад в повышение эффективности агропромышленного производства и качества работы

## 1989
1. Быков, Леонид Михайлович, Винокуров, Владимир Александрович, Власюк, Иван Андриянович, Кульбашенко, Валерий Михайлович, Мешков, Николай Иванович, Мурыгин, Владимир Михайлович, Овсянников, Вячеслав Васильевич, Свистунов, Юрий Михайлович, Сидельников, Виктор Васильевич, Скоринчук, Сергей Иванович, Эрмиталий, Иван Андреевич — за большой личный вклад в наращивание и эффективное использование производственных мощностей по добыче угля
2. Незямзинов, Владимир Шакирович, Бочкарёв, Евгений Кузьмич, Габдуллин, Фагим Диниахметович, Аслаев, Нуриман Саитгареевич, Ерёмин, Александр Павлович, Самойлов, Виктор Александрович, Михалёв, Анатолий Михайлович, Середин, Владимир Яковлевич, Павлова, Полина Григорьевна, Гуменюк, Виктор Михайлович, Чертолин, Леонид Константинович — за большой личный вклад в наращивание и проективное использование производственных мощностей по добыче нефти и газа
3. Жигайло, Валерий Григорьевич, Жуков Георгий Иванович, Зеитова, Адолат Саидовна, Кирса, Николай Захарович, Летов, Александр Владимирович, Рассадников, Владислав Кириллович, Шуман, Евгений Петрович, Дворник, Владимир Васильевич, Казаков, Сергей Иванович, Моисеев, Дмитрий Александрович, Недопольский, Геннадий Яковлевич, Петкевич, Степан Петрович — за большой личный вклад в увеличение выпуска высококачественной металлопродукции
4. Бажин, Пётр Михайлович, Потапов, Владимир Артемьевич, Нестеренко, Александр Петрович, Султанов, Габит Гафурович, Тимофеев, Валентин Фёдорович, Григорьев Василий Николаевич, Мрочко, Михаил Иосипович, Попова, Галина Васильевна, Потраваева, Надежда Петровна, Питякова, Анна Францевна, Жулябин, Алексей Дмитриевич, Касперович, Константин Викторович — за большой личный вклад в эффективное использование лесных ресурсов
5. Ермолаев, Сергей Михайлович, Розинина, Надежда Сергеевна, Широков, Владимир Сергеевич, Карпов, Геннадий Николаевич, Пашкевич, Збигнев Владиславович, Черенцов, Михаил Тихонович, Бикметов, Ринат Баязитович, Ерофеев, Александр Михайлович, Филоненко, Иван Степанович, Никитин, Владимир Иванович, Ноздрачёв, Александр Захарович — за большой личный вклад в улучшение качества и повышение технического уровня машин и механизмов
6. Кравец, Василий Фёдорович, Кохановская Нина Станиславовна, Панфёрова, Зоя Кузьминична, Петров, Фёдор Иванович, Проценко, Владимир Павлович, Хомутов, Дмитрий Афанасьевич, Широкий, Пётр Иванович, Аникин, Александр Анатольевич, Бакаев, Александр Фёдорович, Пушкова, Зинаида Александровна, Сигунов, Владимир Яковлевич, Гольцев, Вячеслав Васильевич — за большой личный вклад в повышение качества и технического уровня продукций машиностроительного производства
7. Антипов, Виталий Иванович, Волков, Вячеслав Иванович, Грубяк, Игорь Игнатьевич, Зимонин, Павел Фёдорович, Илькевич, Юозас Леонович, Костычев, Юрий Алексеевич, Кошель, Александр Викторович, Куделин, Вячеслав Александрович, Русак, Анатолий Сергеевич, Степаненко, Юрий Иванович, Филатов, Николай Егорович, Черенков, Евгений Иванович — за большой личный вклад в улучшение качества и повышение технического уровня автомобильной и с/х техники
8. Суханова, Зинаида Ильинична, Петров, Виктор Иванович, Панин, Николай Александрович, Асеев, Анатолий Иванович, Корсаков, Сергей Григорьевич, Павлова, Валентина Григорьевна, Пуганцов, Александр Павлович, Маркин, Пётр Петрович, Герасимов, Василий Филиппович, Никитин, Анатолий Фёдорович, Пегачков, Анатолий Васильевич, Козловская, Тамара Алексеевна — за большой личный вклад в повышение качества и технического уровня станков и приборов
9. Горюнов, Александр Михайлович, Лыков, Анатолий Алексеевич, Шерстобитов, Пётр Егорович, Антоненко, Леонид Иванович, Опанасенко, Вера Гервасьевна, Тимофеев, Геннадий Петрович, Поваляев, Юрий Иванович, Попов, Валерий Евгеньевич, Карпова, Галина Петровна, Барицкий, Михаил Емельянович, Золотов, Анатолий Георгиевич, Трусов, Дмитрий Степанович — за большой личный вклад в улучшение качества и повышение технического уровня радиоаппаратуры и бытовой техники
10. Белан, Анатолий Александрович, Ванюшенко, Виктор Валентинович, Лобов, Юрий Михайлович, Устименко, Пётр Тихонович, Эгоф, Виктор Давыдович, Долгих, Тамара Георгиевна, Ковалёв, Николай Андреевич, Прохоренко, Валерий Аурелович, Пурсаков, Виктор Дмитриевич, Архипенко, Пётр Герасимович, Селиванов, Валерий Алексеевич, Толстобров, Геннадий Георгиевич — за большой личный вклад в освоение новой техники и совершенствование технологии производства
11. Топорков, Николай Леонтьевич, Букрин, Вячеслав Александрович, Кирюшин, Пётр Иванович, Козуль, Любовь Ивановна, Токачёва, Лидия Алексеевна, Беспрозванных, Станислав Дмитриевич, Шеина, Валентина Васильевна, Захаров, Николай Иванович, Казанцев, Михаил Петрович, Моисеев, Николай Андреевич, Алексеева, Любовь Семёновна, Лейбгам, Маргарита Ильинична — за большой личный вклад в улучшение использования оборудования, сырьевых и топливно-энергетических ресурсов
12. Балашов, Пётр Филиппович, Беседин, Николай Григорьевич, Грушевой, Анатолий Карпович, Ершов, Валерий Павлович, Жданов, Николай Борисович, Кашин, Владимир Сергеевич, Комраков, Фёдор Фёдорович, Колисниченко, Михаил Александрович, Манченко, Анна Ивановна, Миляев, Анатолий Иванович, Мисюн, Иван Иванович, Федоренков, Николай Васильевич — за большой личный вклад в повышение эффективности строительного производства на основе прогрессивных форм хозяйствования
13. Аширов, Курбаняз, Дмитриев Анатолий Васильевич, Иванов Виктор Александрович, Калашников, Виктор Павлович, Конон, Бронислав Иванович, Морозов, Юрий Владимирович, Пашук, Александр Иванович, Мовчан, Василий Дмитриевич, Равлюк, Владимир Антонович, Чубарь, Леонид Петрович, Шестаков, Юрий Павлович, Янкунас, Иозас-Сигитас Александро — за большой личный вклад в повышение качества строительно-монтажных работ и продукции
14. Ищук, Александр Михайлович, Козарь, Зинаида Филипповна, Полунин, Виталий Петрович, Зюзин, Александр Николаевич, Волков, Виктор Васильевич, Соболевский, Иосиф Викентьевич, Оверков, Василий Андреевич, Ерин, Николай Александрович, Пищулин, Виктор Аверьянович, Мухидинов, Мирзо Асоевич, Тулебаев, Болекбай, Кукса, Александр Иванович — за большой личный вклад в сокращение нормативных сроков строительства объектов транспортного и с/х назначения
15. Вагин, Владимир Александрович, Заремба, Стефания Григорьевна, Миргородский, Александр Андреевич, Рогов, Анатолий Иванович, Тарасов, Михаил Евстафьевич, Тихонова, Антонина Николаевна, Беляев, Сергей Петрович, Буров, Александр Алексеевич, Галкин, Александр Павлович, Кооль, Александр Богданович, Соосалу, Энно Отуевич, Филатов, Валентин Васильевич — за большой личный вклад в повышение эффективности работы автомобильного и ж/д транспорта, средств связи и дорожной техники
16. Кравченко, Евгений Дмитриевич, Медведев, Август Васильевич, Голохвастов, Василий Александрович, Русанов, Юрий Владимирович, Супряга, Тимофей, Антонович, Рыженков Александр Николаевич, Акишин, Александр Васчильевич, Езовитов, Владимир Ефимович, Кикоть, Василий Петрович, Крошко, Владимир Владимирович, Симон, Альберт Александрович — за большой личный вклад в изыскание и использование внутренних резервов повышения эффективности работы
17. Берденников, Александр Борисович, Дерий, Николай Григорьевич, Ермолаев, Виктор Александрович, Иванов, Борис Алексеевич, Фридман, Марат Шлемович, Павлюк, Анатолий Владимирович, Побережный, Пётр Михайлович, Родионова, Лидия Ивановна, Раупялис, Кястутис Антанович, Сергиенко, Виктор Иванович, Толстошеев, Александр Александрович, Яворский, Владимир Андреевич — за высокую эффективность и качество работы при ремонте техники и оборудования
18. Болтова, Ирина Петровна, Сарбаева, Татьяна Николаевна, Полунина, Валентина Владимировна, Панова, Ольга Ивановна, Лебедева, Любовь Аркадьевна, Борисов, Анатолий Иванович, Самофалова, Нина Егоровна, Филанович, Валентина Ивановна, Карсакпаева, Жибек Султановна, Микштене, Ванда Ионовна, Багдасарян, Рафик Григорьевич, Халилов, Джамиль Гучаргин оглы — за большой личный вклад в улучшение качества товаров народного потребления
19. Егорова, Антонина Александровна, Цвет, Владимир Дмитриевич, Боландэу, София Ивановна, Бохан, Иван Фёдорович, Шиц, Микелис Микелевич, Козлов, Валерий Михайлович, Хорева, Екатерина Ивановна, Дерканосов, Геннадий Борисович, Ниавадзе, Шота Шалвович, Исматов, Хикмат Назирович, Зимблене, Лаймуте Стяпоновна, Горохов, Александр Владимирович — за большой личный вклад в расширение видов услуг и повышение качества обслуживания населения
20. Уваров, Валентин Владимирович, Кордык, Зинаида Фёдоровна, Бондаренко, Любовь Павловна, Гошко, Лидия Ивановна, Битибаева, Канипа Омаргалиевна, Гайжаускас, Бенедиктас Винцович, Нурку, Энну Рихардович, Тариелашвили, Нора Сикоевна, Данилова, Любовь Ивановна, Зитаре, Анита Ивановна, Лескин, Анатолий Степанович, Якуничкина, Дина Ивановна — за большой личный вклад в разработку и внедрение передовых методов работы
21. Захаров, Юрий Степанович, Мурзин, Валерий Михайлович, Торопков, Борис Васильевич, Седова, Клавдия Петровна, Завьялов, Павел Сергеевич, Безкоровайный, Иван Михайлович, Марчук, Дмитрий Николаевич, Плугатарь, Алексей Игнатьевич, Акбаров, Азат, Турсунов, Мамуржон, Гаджиев, Якуб Касум оглы, Розметов, Аманбай — за получение высоких и устойчивых урожаев с/х культур на основе широкого внедрения прогрессивных форм организации труда
22. Очканов, Санджи Бадеевич, Муцагов, Гилан Кадырович, Уварова, Александра Андреевна, Мурашова, Тамара Александровна, Залевских, Нина Григорьевна, Андрианова, Лидия Петровна, Микуляк, Мария Васильевна, Грысык, Мария Ивановна, Тангбаев, Каскирбай Игиликович, Баракатов, Тулеутай, Содис, Антанас Антанович, Мукумов, Мирзо — за большой личный вклад в повышение продуктивности животноводства и снижение себестоимости продукции
23. Леонова, Софья Александровна, Высоких, Антонина Николаевна, Новокрещенных, Зоя Ивановна, Коровяцкий, Владимир Васильевич, Строкач, Евдокия Степановна, Мирончук, Галина Фёдоровна, Бабий, Анна Михайловна, Коробач, Нина Георгиевна, Нефёдова, Анна Ивановна, Логинова, Антонина Петровна, Бирюкова, Валентина Степановна, Мейдле, Лайне Юхановна — за большой личный вклад в повышение продуктивности коров, улучшение качества молока на основе эффективного использования достижений науки и передовой практики
24. Гиоев, Владимир Петрович, Жабин, Евгений Андрианович, Галактионов, Владимир Александрович, Ляшенко, Михаил Афанасьевич, Извеков, Николай Семёнович, Поддуев, Николай Никифорович, Титаренко, Владимир Данилович, Иванец, Юрий Фёдорович, Ким, Мария Даниловна, Алгаев, Ризван Зубахир оглы, Яткявичене, Гелена Вацлавовна, Беспалова, Мария Григорьевна — за большой личный вклад в улучшение использования техники, машин и оборудования
25. Роббек, Василий Николаевич, Иванишина, Светлана Михайловна, Грибкова, Валентина Васильевна, Пугачёва, Лидия Ивановна, Демос, Мария Максимовна, Сэротэтто, Сергей Савокович, Шишина, Римма Ивановна, Свириденко, Николай Леонтьевич, Череповский, Фёдор Иванович, Аширбеков, Абу, Бахтуридзе, Лейла Захаровна, Киракосян, Грачик Арутюнович — за большой личный вклад в повышение эффективности агропромышленного производства и улучшение качества работы

## 1990
1. Работники предприятий топливно-энергетического комплекса: 
Беседин, Борис Гаврилович, Быков, Владимир Николаевич, Жиров, Василий Дмитриевич, Забудько, Владимир Сергеевич, Карташов, Михаил Евдокимович, Лукьяненко, Анатолий Маркович, Переновский, Игорь Ярославович, Путков, Рудольф Фёдорович, Рябченко, Анатолий Игнатьевич, Шеин, Геннадий Андреевич
2. Работники геологоразведки, предприятий по добыче и переработке минерального сырья: 
Ананьев, Сергей Алексеевич, Барсуков, Виктор Яковлевич, Дорожкин, Виктор Андриянович, Дьяченко, Алексей Кузьмич, Землякова, Надежда Ивановна, Карагодин, Фёдор Александрович, Миннигулов, Виль Бахтиярович, Панов, Геннадий Яковлевич, Победаш, Иван Григорьевич, Соловьёв, Владимир Сергеевич
3. Работники металлургической промышленности, строительства предприятий металлургии и производства огнеупоров: 
Бевз, Иван Игнатьевич, Бородин, Юрий Петрович, Газизов, Наил Маннафович, Курбанов, Абдухалик Холович, Повоикин, Николай Николаевич, Устюгов, Владимир Николаевич, Фёдоров, Владимир Николаевич,
4. Работники машиностроительных предприятий: 
Асессоров, Владимир Михайлович, Быковский, Валентин Иосифович, Гуськов, Владимир Дмитриевич, Козырев, Евгений Петрович, Кузьмин, Борис Николаевич, Ладыгин, Владимир Максимович, Мороз, Владимир Александрович, Олейник, Виктор Михайлович, Салтыков, Виктор Григорьевич, Таборов, Юрий Фёдорович
5. Работники транспортного строительства и предприятий по производству транспортной и с/х техники: 
Бесов, Анатолий Васильевич, Выхованец, Дмитрий Павлович, Зыков, Виктор Александрович, Иванов Николай Иванович, Колосов, Алексей Фёдорович, Костюков, Владимир Ильич, Кошкин, Иван Павлович, Мельников, Сергей Агафонович, Семашко, Николай Борисович, Хабаров, Александр Михайлович
6. Работники механообрабатывающих и механосборочных цехов машиностроительных предприятий: 
Бочкарёв, Владимир Георгиевич, Быстрова, Людмила Ивановна, Демидов, Николай Семёнович, Забара, Тамара Яковлевна, Кацапов, Анатолий Матвеевич, Мурин, Геннадий Аркадьевич, Наумкин, Виктор Александрович, Раковский, Георгий Иосифович, Субботин, Анатолий Павлович, Цветухин, Александр Петрович
7. Работники предприятий по производству, ремонту и обслуживанию радиоэлектронной аппаратуры и электротехнического комплекса: 
Андрущенко, Николай Михайлович, Баранов, Вячеслав Петрович, Викторов, Сергей Владимирович,Зайцев, Зиновий Николаевич, Карпович, Валерий Иосифович, Корженевский, Владимир Иосифович, Лобарева, Анастасия Ивановна, Скупенко, Александр Васильевич, Удалов, Павел Константинович, Шарин, Алексей Дмитриевич
8. Работники лесного хозяйства, предприятий лесной, целлюлозно-бумажной и деревообрабатывающей промышленности и водохозяйственного строительства: 
Виролайнен, Василий Михайлович, Кухарец, Николай Петрович, Пантелеев, Александр Яковлевич, Поволоцкий, Владимир Петрович, Пожарский, Николай Павлович, Судаков, Михаил Семёнович, Шамрова, Татьяна Григорьевна, Юмашев, Эдуард Антонович
9. Работники лёгкой промышленности, предприятий по производству оборудования и материалов для лёгкой промышленности: 
Басов, Владимир Николаевич, Бастаубаева, Кульпара Даукараевна, Горячко, Илларий Дмитриевич, Зайнутдинов, Гайбулло, Ивенина, Любовь Александровна, Моисеева, Лидия Михайловна, Саламов, Рашид Алишир оглы, Сатыбалдиева, Гульнар, Сахарова, Анна Георгиевна, Селицкий, Евгений Петрович
10. Работники полеводческих бригад: 
Алабергенов, Кадир, Ашырова, Гызылгуя, Бреус, Валентин Яковлевич, Дзадзамия, Теймураз Варабебулович, Искаков, Тынысбек, Кожокарь, Иван Никифорович, Козелецкий, Николай Николаевич, Русин, Лев Алексеевич, Сачук, Николай Фёдорович, Титаренко, Иван Николаевич
11. Работники животноводческих бригад: 
Акулис, Ядвига Эдвардовна, Никитина, Мария Яновна, Пилага, Валентина Ивановна, Скловская, Мария Андреевна, Ермаков, Дмитрий Алексеевич, Жанбосынов, Тыныштык, Кайкыев, Айталы, Лихач, Стефания Алексеевна, Миколюк, Анна Ивановна, Чикуновав, Татьяна Михайловна
12. Работники предприятий агропромышленного производства, сельского строительства и рыбного хозяйства: 
Бондаренко, Иван Алексеевич, Ерёменкова, Валентина Ивановна, Иващенко, Александр Павлович, Карлыханов, Утеш, Максименко, Олег Михайлович, Миркасимов, Бурижон Марипович, Немилостев, Николай Прокопьевич, Паньков, Владимир Михайлович, Урбан, Владимир Иосифович
13. Работники транспорта: 
Александров, Владимир Викторович, Кондрашов, Владимир Алексеевич, Николаев Анатолий Васильевич, Пинчук, Анатолий Николаевич, Рудковский, Иван Степанович, Софонов, Александр Константинович, Уткин, Геннадий Васильевич, Филиппова, Лидия Ивановна, Царьков, Вячеслав Германович
14. Работники строительных предприятий и организаций: 
Горшков, Юрий Михайлович, Жуков, Анатолий Николаевич, Клюшников, Иван Дмитриевич, Орловский, Дмитрий Михайлович,Соколов, Владимир Алексеевич, Соколова, Нина Михайловна, Суворов, Николай Семёнович, Фасхутдинов, Закир Шакирович
15. Работники просвещения, здравоохранения, коммунального хозяйства, медицинской, полиграфической и алмазообрабатывающей промышленности: 
Вастиков, Валерий Алексеевич, Герасимкин, Михаил Семёнович, Ковалёв, Алексей Михайлович, Надешкин, Владимир Фёдорович, Спиридонов, Алексей Иванович, Хазанкин, Роман Григорьевич, Эсенов, Бегенчмурад

## 1991
1. Работники предприятий топливно-энергетического комплекса: Бакулин, Сергей Иванович, механик участка технологического комплекса разреза «Восточный» производственного объединения «Экибастузуголь», Богданов, Николай Васильевич, бригадир проходчиков Ленинского шахтостроительного управления № 2 треста «Кузбассшахтострой», Волосатов, Александр Семёнович, бригадир комплексной электромонтажной бригады Орловской механизированной колонны объединения «Центрсельэлектросетьстрой», Демянков, Василий Андреевич, бригадир проходчиков шахты «Западная-Капитальная» производственного объединения «Ростовуголь», Кикиев, Рафик Мирзаевич, Репин, Михаил Михайлович, подземные машинисты буровой установки Приаргунского горно-химического комбината, Ковальчик, Виктор Станиславович, бригадир горнорабочих очистного забоя шахты имени 60-летия СССР производственного объединения «Свердловантрацит», Кулаковский, Валентин Константинович, бригадир проходчиков Таджикского специализированного управления объединения «Союзгидроспецстрой», Максименко, Пётр Иванович, токарь механического цеха Горловского машиностроительного завода имени С. М. Кирова, Царапкин, Владимир Васильевич, начальник добычного участка шахты имени В. В. Вахрушева производственного объединения «Киселёвскуголь».
2. Работники предприятий по добыче и переработке минерального сырья: Габбасов, Харис Алимович, буровой мастер Бугурусланского управления буровых работ производственного объединения «Оренбургнефть», Козубовской, Анатолий Петрович, бурильщик эксплуатационного и разведочного бурения скважин на нефть и газ треста «Укрбургаз», Михайленко, Александр Григорьевич, слесарь по ремонту технологических установок Тюменского производственного объединения по транспортировке и поставке газа, Пелипась, Михаил Яковлевич, бригадир комплексной бригады СУ-14 производственного объединения «Сибнефтькомплектмонтаж», Саушкин, Владимир Николаевич, мастер по добыче нефти и газа производственного объединения «Татнефть» имени В. Д. Шашина, Сокол, Фёдор Васильевич, аппаратчик перегонки цеха капролактама гродненского производственного объединения «Азот» имени С. О. Притыцкого, Тарыгина, Татьяна Александровна, аппаратчица ярославского производственного объединения «Лакокраска», Чекашкин, Владимир Иванович, мастер по добыче нефти и газа нефтегазодобывающего управления «Федоровскнефть» производственного объединения «Сургутнефтегаз», Шишкин, Юрий Алексеевич, сборщик покрышек Ярославского шинного завода.
3. Работники геологоразведки, металлургической промышленности, строительства предприятий металлургии: Антонова, Людмила Андреевна, волочильщица проволоки Волгоградского сталепроволочноканатного завода имени 50-летия СССР, Березенко, Леонид Евгеньевич, аппаратчик по выращиванию монокристаллов и лент Запорожского титано-магниевого комбината имени 60-летия Великой Октябрьской социалистической революции, Гопп, Артур Яковлевич, буровой мастер Мамско-Чуйской комплексной геологоразведочной экспедиции объединения «Иркутскгеология», Гришин, Сергей Павлович, мастер Кузнецкого металлургического комбината имени В. И. Ленина, Долгов, Александр Николаевич, бригадир монтажников технологического оборудования и связанных с ним конструкций Первого липецкого монтажного управления объединения «Металлургмонтаж», Ильясов, Есенгельды, каменщику комплексной бригады треста «Миргалимсайсвинецстрой», Лестев, Валентин Васильевич, буровой мастер Переволоцкой нефтегазоразведочной экспедиции объединения «Оренбурггеология», Ситников, Геннадий Михайлович, мастеру Алмалыкского горно-металлургического комбината имени В. И. Ленина, Тараскин, Андрей Васильевич, сталевар электропечи Челябинского металлургического комбината.
4. Работники машиностроительных предприятий: Вишневский, Виктор Григорьевич, слесарь механосборочных работ завода «Ударник» научно-производственного объединения «Дормаш», Ефимов, Георгий Михайлович, токарь-расточник производственного объединения «Уралмаш», Журавлёв, Николай Алексеевич, слесарь-инструментальщик производственного объединения «Уральский завод транспортного машиностроения», Игонькин, Владимир Трофимович, бригадир электросварщиков Подольского машиностроительного завода имени Орджоникидзе, Кабанов, Евгений Иванович, фрезеровщик завода экспериментальных машин научно-производственного объединения «ВНИИнефтемаш», Мартышин, Вячеслав Васильевич, слесарь-сборщик пензенского производственного объединения «Завод имени Фрунзе», Охунов, Исмаил, бригадир комплексной бригады Наманганского машиностроительного завода имени XX съезда КПСС, Паравин, Валерий Александрович, слесарь-инструментальщик куйбышевского производственного объединения «Завод имени Масленникова», Тимашков, Валентин Степанович, фрезеровщик производственного объединения «Эскалатор», Якунин, Михаил Николаевич, прессовщик изделий из оптического стекла и кристаллов Лыткаринского завода оптического стекла производственного объединения «Рубин».
5. Работники предприятий по производству транспортной и сельскохозяйственной техники: Вакулин, Владимир Николаевич, наладчик холодноштамповочного оборудования производственного объединения «Ростсельмаш» имени Ю. В. Андропова, Зенько, Василий Иванович, слесарь механосборочных работ Смоленского авиационного завода, Колесов, Владимир Михайлович, токарь Ульяновского автомобильного завода имени В. И. Ленина (производственное объединение «АвтоУАЗ»), Кондратьев, Николай Васильевич, правильщик вручную Московского автомобильного завода имени И. А. Лихачёва (производственное объединение «ЗИЛ»), Новосёлов, Виктор Константинович, токарь Московского завода автотракторного электрооборудования, Пахомов, Вячеслав Николаевич, начальник бюро механизации и автоматизации технологических процессов авиаремонтного завода, Рябых, Виктор Митрофанович, слесарь-ремонтник авторемонтного завода, Сапсай, Юрий Григорьевич, наладчик контрольно-измерительных приборов и автоматики Волжского объединения по производству легковых автомобилей, Сизов, Анатолий Петрович, слесарь-сборщик летательных аппаратов Авиационного научно-технического комплекса имени А. Н. Туполева, Шевченко, Алексей Михайлович, слесарь-инструментальщик ростовского производственного объединения «Красный Аксай».
6. Работники водного транспорта, механообрабатывающих и механосборочных цехов машиностроительных предприятий: Благочинов, Геннадий Николаевич, бригадир электромонтажников судовых северного производственного объединения «Арктика», Каплиев, Анатолий Сергеевич, бригадир комплексной бригады слесарей ростовского производственного объединения «Горизонт», Колмык, Василий Илларионович, бригадир слесарей по ремонту машин механического завода, Котов, Сергей Константинович, судокорпусник-ремонтник судоремонтного завода, Леонтьев, Николай Григорьевич, старший механик теплохода «Евгений Онуфриев» Северного морского пароходства, Никифоров, Владимир Давидович, командир-механик земснаряда «Прага-5» Камского речного пароходства, Паршиков, Юрий Алексеевич, мастер механического участка экспериментального завода, Ройтбург, Юрий Владимирович, старший механик теплохода «Победа» Новороссийского морского пароходства.
7. Работники предприятий по производству, ремонту и обслуживанию радиоэлектронной аппаратуры и электротехнического оборудования: Григорькин, Павел Дмитриевич, слесарь-ремонтник саранского производственного объединения «Лисма», Гузенко, Анатолий Алексеевич, слесарь-инструментальщик производственного объединения «Харьковский Завод электроаппаратуры», Дмитриев, Геннадий Викторович, регулировщик радиоэлектронной аппаратуры и приборов минского производственного объединения «Горизонт», Изотов, Альберт Дмитриевич, слесарь-ремонтник московского производственного объединения «Рубин», Перетягин, Александр Егорович, слесарь-ремонтник завода «Магнетон», Рейнке, Владимир Александрович, инженер АТС-3 Джетыгаринского районного узла связи Кустанайского областного предприятия связи, Рябцев, Николай Борисович, слесарь-инструментальщик бердского производственного объединения «Вега», Серый, Георгий Кириллович, слесарь-инструментальщик нальчикского завода «Севкавэлектроприбор», Тежар, Николай Петрович, бригадир электросварщиков Ленинградского машиностроительного объединения имени Карла Маркса, Хорошун, Александр Владимирович, слесарь-инструментальщик по изготовлению штампов и пресс-форм завода «Ритм» научно-производственного объединения «Механика».
8. Работники лесного хозяйства, предприятий лесной, целлюлозно-бумажной и деревообрабатывающей промышленности, коммунально-бытового хозяйства: Асафов, Владимир Михайлович, водитель автомобиля Вязниковского леспромхоза Владимирского лесохозяйственного территориального производственного объединения, Володин, Николай Прокофьевич, машинист бумагоделательной машины Советского целлюлозно-бумажного завода, Дмитриев, Евгений Васильевич, слесарь-ремонтник Сясьского целлюлозно-бумажного комбината, Иванов, Алексей Григорьевич, машинист валочно-пакетирующей машины Зебляковского комплексного леспромхоза Костромалеспрома, Молостов, Виктор Васильевич, бригадир слесарей по эксплуатации и ремонту газового оборудования Харьковского управления по эксплуатации газового хозяйства, Пыркова, Любовь Захаровна, лесничий Кузнецкого лесокомбината Пензенского лесохозяйственного территориального производственного объединения, Рахымбаев, Дильдахан Бижанович, электрогазосварщик управления водопровода и канализации Джамбулского областного отдела коммунального хозяйства, Ростунов, Евгений Васильевич, водитель автомобиля Дальнеконстантиновского леспромхоза Нижегородлеса, Сайфутдинов, Фарит Фасахутдинович, столяр Казанского мебельного комбината.
9. Работники лёгкой промышленности, художественных промыслов и местной промышленности: Абылгазиева, Элмира Батырбековна, портная арендного предприятия фирмы «Киргизия», Бурчак, Ольга Владимировна, прядильщица Криворожской шерстопрядильной фабрики имени Комсомола Украины, Вирронен, Светлана Юрьевна, прядильщица льнопрядильной фабрики имени Карла Маркса Владимирского государственного концерна по производству льняной продукции «Владимирлен», Ершова, Алевтина Васильевна, ткачиха Чебоксарского хлопчатобумажного комбината имени 60-летия Союза ССР, Лапшин, Евгений Петрович, художник декоративной росписи по металлу Жостовской фабрики декоративной росписи, Мацкевич, Лилия Владимировна, раскройщица материалов Лидской обувной фабрики имени 60-летия Великого Октября, Пучкова, Валентина Ивановна, затяжчик обуви московского промышленно-торгового обувного объединения «Заря», Федосеева, Валентина Васильевна, ткачиха Улан-Удэнского тонкосуконного комбината имени Ленинского комсомола, Шибаева, Надежда Ефимовна, изготовитель художественных изделий из керамики Псковского экспериментального завода художественных изделий.
10. Работники полеводческих и других бригад агропромышленного производства: Джафаров, Байрам Ибрагим оглы, заведующий овцеводческой фермой колхоза имени А. Агабейли Сальянского района Азербайджанской Республики, Дромашко, Василий Николаевич, тракторист-машинист совхоза «Первомайский» Первомайского района Николаевской области, Лебедев, Анатолий Алексеевич, бригадир садоводческой бригады колхоза имени В. И. Ленина Васильковского района Днепропетровской области, Оводков, Геннадий Владимирович, тракторист-машинист звена по выращиванию сахарной свёклы колхоза имени В. И. Чапаева Добринского района Липецкой области, Павелко, Алексей Карпович, механизатор колхоза «Коммунар» Пологовского района Запорожской области, Падалка, Раиса Андреевна, оператор по откорму свиней колхоза «Победа» Покровского района Днепропетровской области, Саидов, Фатхулло, руководитель арендной бригады виноградарства садвинсовхоза «Себистон» Дангаринского района Кулябской области, Сидаченко, Виктор Антонович, бригадир тракторной бригады колхоза имени Орджоникидзе Шишацкого района Полтавской области, Хожиев, Ариб, бригадир хлопководческой бригады колхоза «Москва» Балыкчинского района Андижанской области, Эзизов, Атабай, бригадир кукурузоводческой бригады колхоза имени В. И. Ленина Туркмен-Калинского района Марыйской области.
11. Работники животноводческих бригад: Бекебаева, Асылбуба Итикуловна, доярка совхоза «40 лет Октября» Таласского района Таласской области, Давыденко, Тереза Михайловна, оператор машинного доения коров колхоза имени Т. Г. Шевченко Лебединского района Сумской области, Демчук, Минодора Григорьевна, доярка колхоза имени В. И. Ленина Кицманского района Черновицкой области, Колдасбаев, Шерипбай, старший чабан каракулеводческой фермы совхоза имени Димитрова Тахтакупырского района Республики Каракалпакстан, Колесников, Сергей Владимирович, старший чабан госплемзавода «Родинский» Алтайского края, Напорко, Ванда Петровна, оператор машинного доения коров племзавода «Кореличи» Гродненской области, Рахимов, Чала, старший чабан каракулеводческой фермы госплемзавода «Гузар» Кашкадарьинской области, Рыльская, Татьяна Николаевна, оператор машинного доения коров опытно-производственного хозяйства Курского научно-исследовательского института агропромышленного производства, Ходжагельдыев, Овезгельды, старший чабан колхоза имени Г. С. Атабаева Каахкинского района Туркменистана, Шабат, Пётр Степанович, старший чабан овцеплемсовхоза «Тингутинский» Светлоярского района Волгоградской области.
12. Работники предприятий агропромышленного производства и сельского строительства: Белоглазова, Валентина Васильевна, мастер производства цельномолочной продукции завода сухого обезжиренного молока «Кирсановский» Тамбовской области, Исраилова, Севда Мустафа кызы, оператор Геокчайского консервного завода, Кичиев, Джума, бригадир бульдозеристов строительно-монтажного управления «Тедженгидрострой» треста «Каракумгидрострой», Насанович, Мария Адамовна, бригадир колбасного цеха Минского мясоперерабатывающего завода, Нестеровский, Анатолий Андреевич, бригадир столяров-плотников Коростышевского райагростроя объединения «Житомироблагрострой», Овчинникова, Екатерина Владимировна, зоотехник-селекционер совхоза «Советская Россия» Городищенского района Волгоградской области, Пронович, Евгений Иванович, аппаратчик комбикормового производства Жабинковского комбикормового завода, Рудь, Тамара Ильинична, оператор машинного доения коров совхоза «Разуменский» Белгородского района Белгородской области, Руснак, Фёдор Тимофеевич, наладчик машин и оборудования Купчинского молочного комбината, Чернышов, Юрий Николаевич, бригадир комплексной бригады Белгородской межхозяйственной передвижной механизированной колонны № 2 объединения «Белгородагропромстрой».
13. Работники транспорта: Виноградов, Анатолий Николаевич, машинист-инструктор локомотивных бригад локомотивного депо Ростов Северо-Кавказской железной дороги, Гузун, Иван Никифорович, бригадир водителей автомобилей автокомбината № 5 Министерства транспорта Республики Молдова, Козин, Павел Иванович, бригадир водителей автобусов автобусного парка № 2 производственного объединения «Минскпассажиравтотранс», Кучер, Евгений Иванович, пилот-инструктор Быковского объединённого авиационного отряда Управления гражданской авиации центральных районов, Николаенко, Георгий Никифорович, старший штурман 64 лётного отряда Центрального управления международных воздушных сообщений гражданской авиации, Пивень, Николай Николаевич, мастер рефрижераторного вагонного депо Синельниково Приднепровской железной дороги, Полищук, Пётр Петрович, бригадир слесарей по ремонту автомобилей Винницкого автотранспортного предприятия № 10529, Русакова, Ирина Андреевна, дежурная по станции Ленинград-Пассажирский-Балтийский Октябрьской железной дороги, Таженов, Куандык, бригадир по текущему содержанию и ремонту пути и искусственных сооружений Берчогурской дистанции пути Западно-Казахстанской железной дороги, Царёв, Геннадий Михайлович, бригадир водителей автомобилей Нижегородского производственного объединения грузового автотранспорта № 2 объединения «Нижегородавтотранс».
14. Работники строительных организаций и предприятий: Валлит, Александр Павлович, бригадир комплексной бригады проходчиков управления начальника работ № 308 треста «Спецтоннельстрой», Ващенко, Александр Иванович, машинист автомобильного крана Ялуторовского арендного ремонтно-строительного управления объединения «Тюменгражданстрой», Винник, Николай Ильич, бригадир комплексной бригады строительного управления № 116 стройтреста № 8 Минстроя Республики Беларусь, Журавлёв, Николай Родионович, монтажник по монтажу стальных и железобетонных конструкций строительно-монтажного управления № 51 стройтреста № 5 территориально-строительного объединения в Воронежской области, Ковальчук, Николай Данилович, бригадир комплексной бригады московского специализированного управления треста «Гидроспецфундаментстрой», Колкова, Антонина Николаевна, бригадир штукатуров специализированного управления № 79 треста «Мосотделстрой» № 8, Сипеев, Василий Фёдорович, бригадир комплексной бригады Московского строительного управления, Хатамов, Иляш, бригадир комплексной бригады управления начальника работ № 225 Строительного треста № 160 Минстроя Республики Узбекистан, Чичкин, Андрей Владимирович, машинист цементных мельниц производственного объединения «Искитимцемент», Шелудченко, Владимир Анатольевич, бригадир штукатуров управления «Союзметроспецстрой».
15. Работники просвещения, здравоохранения, рыбного хозяйства, коммунального хозяйства, Центросоюза, социального обеспечения, алмазодобывающей промышленности: Дедкова, Тамара Павловна, учитель химии средней школы № 16 имени Н. К. Крупской г. Барановичи Брестской области, Джураев, Амир, учитель физики средней школы № 31 имени А. Навои Букинского района Ташкентской области, Котляров, Юрий Николаевич, электрослесарь обогатительной фабрики № 12 удачинского горнообогатительного комбината объединения «Якуталмаз», Лущик, Борис Григорьевич, слесарь механосборочных работ медицинского отдела Гомельского протезно-ортопедического предприятия, Романцов, Григорий Алексеевич, начальник производства консервного цеха объединения «Коопзаготпромторг» Кореновского райпотребсоюза, Сасим, Александр Иванович, заведующий хирургическим отделением Черкасской областной больницы, Тарабаров, Владимир Антонович, главный механик рыбомучной базы «Алексей Чуев» Владивостокской базы тралового и рефрижераторного флота, Суслов, Анатолий Григорьевич, врач Ленинградской городской станции скорой медицинской помощи, Чурзин, Виктор Васильевич, бригадир слесарей по ремонту технологических установок производственного ремонтно-строительного объединения по благоустройству и озеленению Казгорисполкома.